# Wielka kolekcja komiksów Marvela
Wielka Kolekcja Komiksów Marvela – kolekcja komiksów o superbohaterach wydawnictwa Marvel, takich jak Spider-Man, Iron Man, Avengers, Hulk, Kapitan Ameryka, Wolverine, wydawana od sierpnia 2012 do maja 2019 nakładem wydawnictwa Hachette i rozpowszechniana w dystrybucji kioskowej jako dwutygodnik. Każdy tom kolekcji jest zbiorem wydanych już wcześniej kilku zeszytów danej serii komiksowej, składających się zwykle na jeden lub dwa wątki narracyjne.
Wielka Kolekcja Komiksów Marvela jest polskim wariantem kolekcji, która ukazuje się na międzynarodowym rynku: od 2011 w Wielkiej Brytanii, Australii i Południowej Afryce, od 2013 w Czechach, Słowacji, Niemczech, Brazylii, od 2014 w Rosji, Francji i Argentynie, od 2018 na Węgrzech.
Na grzbiecie każdego tomu znajduje się fragment ilustracji z komiksowymi postaciami narysowanymi przez Gabriele’a Dell’Otto.

## Lista tomów[a]
| Tom | Tytuł                                                          | Tytuł oryginału                                                 | Zawartość | Data wydania          |
| --- | -------------------------------------------------------------- | --------------------------------------------------------------- | --- | --------------------- |
| 1   | The Amazing Spider-Man: Powrót do domu                         | The Amazing Spider-Man: Coming Home                             | Zeszyty The Amazing Spider-Man (vol. 2) #30-35 (czerwiec-listopad 2001) | 2012.08.15 2012.12.05 |
| 2   | Astonishing X-Men: Obdarowani                                  | Astonishing X-Men: Gifted                                       | Zeszyty Astonishing X-Men (vol. 3) #1-6 (lipiec-grudzień 2004) | 2012.08.29 2012.12.19 |
| 3   | Iron Man: Extremis                                             | Iron Man: Extremis                                              | Zeszyty Iron Man (vol. 4) #1-6 (styczeń 2005-maj 2006) | 2012.09.12 2013.01.02 |
| 4   | Wolverine                                                      | Wolverine                                                       | Zeszyty Wolverine (vol. 1) #1-4 (wrzesień-grudzień 1982) | 2013.01.16            |
| 5   | The Amazing Spider-Man: Narodziny Venoma                       | The Amazing Spider-Man: Birth of Venom                          | Zeszyty The Amazing Spider-Man (vol. 1) #252, 256-259, 300 (maj 1984, wrzesień-grudzień 1984, maj 1988), Web of Spider-Man (vol. 1) #1 (kwiecień 1985) oraz fragmenty z Fantastic Four (vol. 1) #274 (styczeń 1985) i The Amazing Spider-Man (vol. 1) #298-299 (marzec-kwiecień 1988) | 2013.01.30            |
| 6   | Uncanny X-Men: Mroczna Phoenix                                 | Uncanny X-Men: The Dark Phoenix Saga                            | Zeszyty X-Men (vol. 1) #129-137 (styczeń-wrzesień 1980) | 2013.02.13            |
| 7   | Hulk: Niemy krzyk                                              | The Incredible Hulk: Silence Scream                             | Zeszyty The Incredible Hulk (vol. 1) #370-377 (czerwiec 1990-styczeń 1991) | 2013.02.27            |
| 8   | Thor: Odrodzenie                                               | Thor: Reborn                                                    | Zeszyty Thor (vol. 3) #1-6 (wrzesień 2007-luty 2008) | 2013.03.13            |
| 9   | Avengers: Upadek Avengers                                      | Avengers: Disassembled                                          | Zeszyty Avengers (vol. 1) #500-503 (wrzesień-grudzień 2004), Avengers Finale (styczeń 2005) | 2012.09.26 2013.03.27 |
| 10  | The Amazing Spider-Man: Ostatnie łowy Kravena                  | The Amazing Spider-Man: Kraven’s Last Hunt                      | Zeszyty Web of Spider-Man (vol. 1) #31-32 (październik-listopad 1987), The Amazing Spider-Man (vol. 1) #293-294 (październik-listopad 1987), Peter Parker, The Spectacular Spider-Man #131-132 (październik-listopad 1987) | 2013.04.10            |
| 11  | Kapitan Ameryka: Zimowy żołnierz, część 1                      | Captain America: Out of Time                                    | Zeszyty Captain America (vol. 5) #1-7 (styczeń-lipiec 2005) | 2013.04.24            |
| 12  | Avengers: Impas                                                | Avengers: Standoff                                              | Zeszyty Avengers (vol. 3) #61-63, 76 (luty-marzec 2003, luty 2004), Thor (vol. 2) #58 (marzec 2003), Iron Man (vol. 3) #64 (marzec 2003) | 2013.05.08            |
| 13  | Marvels                                                        | Marvels                                                         | Zeszyty Marvels #0-4 (styczeń-kwiecień, sierpień 1994) | 2013.05.22            |
| 14  | Kapitan Ameryka: Zimowy żołnierz, część 2                      | Captain America: Winter Soldier                                 | Zeszyty Captain America (vol. 5) #8-9, 11-14 (sierpień-wrzesień 2005, listopad 2005-luty 2006) | 2013.06.05            |
| 15  | Punisher: Witaj ponownie, Frank, część 1                       | Punisher, Welcome Back, Frank, Part 1                           | Zeszyty The Punisher (vol. 3) #1-6 (kwiecień-wrzesień 2000) | 2013.06.19            |
| 16  | New X-Men: Z jak Zagłada                                       | New X-Men: E is for Extinction                                  | Zeszyty New X-Men (vol. 1) #114-117 (lipiec-październik 2001) | 2013.07.03            |
| 17  | Tajna wojna                                                    | Secret War                                                      | Zeszyty Secret War #1-5 (kwiecień 2004-grudzień 2005) | 2013.07.17            |
| 18  | Iron Man: Pięć koszmarów                                       | Invincible Iron Man: Five Nightmares                            | Zeszyty Invincible Iron Man (vol. 2) #1-7 (lipiec 2008-styczeń 2009) | 2013.07.31            |
| 19  | Kapitan Ameryka: Nowy porządek                                 | Captain America: The New Deal                                   | Zeszyty Captain America (vol. 4) #1-6 (czerwiec-grudzień 2002) | 2013.08.14            |
| 20  | Daredevil: Odrodzony                                           | Daredevil: Born Again                                           | Zeszyty Daredevil (vol. 1) #227-233 (luty-sierpień 1986) | 2013.08.28            |
| 21  | New X-Men: Imperialni                                          | New X-Men: Imperial                                             | Zeszyty New X-Men (vol. 1) #118-126 (listopad 2001-lipiec 2002) | 2013.09.11            |
| 22  | Marvel Zombies                                                 | Marvel Zombies                                                  | Zeszyty Marvel Zombies (vol. 1) #1-5 (luty-czerwiec 2006) | 2013.09.25            |
| 23  | Hulk: Planeta Hulka, część 1                                   | The Incredible Hulk: Planet Hulk, Part 1                        | Zeszyty Incredible Hulk (vol. 2) #92-99 (kwiecień-listopad 2006) | 2013.10.09            |
| 24  | Ultimates, część 1: Superludzie                                | The Ultimates: Super-Human                                      | Zeszyty The Ultimates #1-6 (marzec-sierpień 2002) | 2013.10.23            |
| 25  | Ultimate Spider-Man: Moc i odpowiedzialność                    | Ultimate Spider-Man: Power and Responsibility                   | Zeszyty Ultimate Spider-Man #1-7 (październik 2000-maj 2001) | 2013.11.06            |
| 26  | Superbohaterowie Marvela: Tajne wojny, część 1                 | Marvel Super Heroes Secret Wars, Part 1                         | Zeszyty Marvel Super Heroes Secret Wars #1-6 (maj-październik 1984) | 2013.11.20            |
| 27  | Thor: W poszukiwaniu bogów                                     | The Mighty Thor: In Search of the Gods                          | Zeszyty The Mighty Thor (vol. 2) #1-7 (lipiec 1998-styczeń 1999) | 2013.12.05            |
| 28  | Astonishing X-Men: Niebezpieczni                               | Astonishing X-Men: Dangerous                                    | Zeszyty Astonishing X-Men (vol. 3) #7-12 (styczeń-sierpień 2005) | 2013.12.19            |
| 29  | Iron Man: Demon w butelce                                      | Iron Man: Demon in a Bottle                                     | Zeszyty The Invincible Iron Man (vol. 1) #120-128 (marzec-listopad 1979) | 2013.12.31            |
| 30  | Hulk: Planeta Hulka, część 2                                   | Incredible Hulk: Planet Hulk, Part 2                            | Zeszyty The Incredible Hulk (vol. 2) #100-105 (styczeń-czerwiec 2007) oraz pojedyncza historia z Amazing Fantasy (vol. 2) #15 (styczeń 2006) | 2014.01.15            |
| 31  | Kapitan Ameryka: Wybraniec                                     | Captain America: The Chosen                                     | Zeszyty Captain America: The Chosen #1-6 (listopad 2007-marzec 2008) | 2014.01.29            |
| 32  | New Avengers: Ucieczka                                         | New Avengers: Break Out                                         | Zeszyty New Avengers (vol. 1) #1-6 (styczeń-czerwiec 2005) | 2014.02.12            |
| 33  | Spider-Man: Niebieski                                          | Spider-Man: Blue                                                | Zeszyty Spider-Man: Blue #1-6 (lipiec 2002-kwiecień 2003) | 2014.02.26            |
| 34  | She-Hulk: Samotna Zielona Kobieta                              | She-Hulk: Single Green Female                                   | Zeszyty She-Hulk (vol. 1) #1-6 (maj-październik 2004) | 2014.03.12            |
| 35  | Ród M                                                          | House of M                                                      | Zeszyty House of M #1-8 (sierpień-listopad 2005) | 2014.03.26            |
| 36  | Wolverine: Geneza                                              | Wolverine: Origin                                               | Zeszyty Origin #1-6 (listopad 2001-lipiec 2002) | 2014.04.09            |
| 37  | Fantastyczna Czwórka: Niepojęte                                | Fantastic Four: Unthinkable                                     | Zeszyty Fantastic Four (vol. 3) #67-70 (maj-sierpień 2003) oraz Fantastic Four (vol. 1) #500-502 (wrzesień-październik 2003) | 2014.04.23            |
| 38  | Thor: Ostatni wiking                                           | Thor: The Last Viking                                           | Zeszyty The Mighty Thor (vol. 1) #337-343 (listopad 1983-maj 1984) | 2014.05.07            |
| 39  | Wojna domowa                                                   | Civil War                                                       | Zeszyty Civil War #1-7 (vol. 1) (lipiec 2006-styczeń 2007) | 2014.05.25            |
| 40  | Superbohaterowie Marvela: Tajne wojny, część 2                 | Marvel Super Heroes: Secret Wars, Part 2                        | Zeszyty Marvel Superheroes Secret Wars #7-12 (listopad 1984-kwiecień 1985) | 04.06.2014            |
| 41  | Fantastyczna Czwórka: Uzasadniona interwencja                  | Fantastic Four: Authoritative Action                            | Zeszyty Fantastic Four (vol. 1) #503-511 (listopad 2003-maj 2004) | 18.06.2014            |
| 42  | Poległy syn: Śmierć Kapitana Ameryki                           | Fallen Son: Death of Captain America                            | Zeszyty Captain America (vol. 5) #25 (styczeń 2007) oraz Fallen Son: Death of Captain America #1-5 (czerwiec-sierpień 2007) | 02.07.2014            |
| 43  | Punisher: Witaj ponownie, Frank, część 2                       | Punisher: Welcome Back, Frank, Part 2                           | Zeszyty The Punisher (vol. 3) #7-12 (październik 2000-marzec 2001) | 16.07.2014            |
| 44  | Ultimates, cz. 2: Bezpieczeństwo ojczyzny                      | Ultimates: Homeland Security                                    | Zeszyty Ultimates #7-13 (wrzesień 2002-kwiecień 2004) | 30.07.2014            |
| 45  | Wolverine: Broń X                                              | Wolverine: Weapon X                                             | Zeszyty Marvel Comics Presents (vol. 1) #72-84 (marzec-wrzesień 1991) | 13.08.2014            |
| 46  | 1602                                                           | 1602                                                            | Zeszyty 1602 #1-8 (listopad 2003-czerwiec 2004) | 27.08.2014            |
| 47  | Daredevil: Diabeł Stróż                                        | Daredevil: Guardian Devil                                       | Zeszyty Daredevil (vol. 2) #1-8 (listopad 1998-czerwiec 1999) | 10.09.2014            |
| 48  | The Amazing Spider-Man: Wyznania                               | The Amazing Spider-Man: Revelations & Until the Stars Turn Cold | Zeszyty The Amazing Spider-Man (vol. 2) #37-45 (styczeń-listopad 2002) | 24.09.2014            |
| 49  | Przedwieczni                                                   | Eternals                                                        | Zeszyty Eternals (vol. 3) #1-7 (sierpień 2006-marzec 2007) | 08.10.2014            |
| 50  | Czarna Pantera: Kim jest Czarna Pantera?                       | Black Panther: Who Is Black Panther?                            | Zeszyty Black Panther (vol. 4) #1-6 (kwiecień-wrzesień 2005) | 22.10.2014            |
| 51  | Wielka wojna Hulka                                             | World War Hulk                                                  | Zeszyty World War Hulk #1-5 (sierpień 2007-styczeń 2008) | 05.11.2014            |
| 52  | Fantastyczna Czwórka: Koniec                                   | Fantastic Four: The End                                         | Zeszyty Fantastic Four: The End #1-6 (listopad 2006-maj 2007) | 19.11.2014            |
| 53  | Astonishing Thor                                               | Astonishing Thor                                                | Zeszyty Astonishing Thor #1-5 (styczeń-wrzesień 2011) | 03.12.2014            |
| 54  | Wolverine: Staruszek Logan                                     | Wolverine: Old Man Logan                                        | Zeszyty Wolverine (vol. 3) #66-72 (czerwiec 2008-wrzesień 2009) oraz Wolverine: Giant-Size Old Man Logan (listopad 2009) | 17.12.2014            |
| 55  | Tajna Inwazja                                                  | Secret Invasion                                                 | Zeszyty Secret Invasion #1-8 (czerwiec 2008-styczeń 2009) | 31.12.2014            |
| 56  | Doktor Strange: Przysięga                                      | Doctor Strange: The Oath                                        | Zeszyty Doctor Strange: The Oath #1-5 (grudzień 2006-kwiecień 2007) | 14.01.2015            |
| 57  | Thunderbolts: Wiara w potwory                                  | Thunderbolts: Faith in Monster                                  | Zeszyty Thunderbolts (vol. 1) #110-115 (marzec-sierpień 2007) oraz Civil War: Choosing Sides (grudzień 2006) | 28.01.2015            |
| 58  | Ghost Rider: Droga ku potępieniu                               | Ghost Rider: Road to Damnation                                  | Zeszyty Ghost Rider (vol. 5) #1-6 (listopad 2005-kwiecień 2006) | 11.02.2015            |
| 59  | Syn M                                                          | Son of M                                                        | Zeszyty Son of M #1-6 (luty-lipiec 2006) | 25.02.2015            |
| 60  | Oblężenie                                                      | Siege                                                           | Zeszyty Siege #1-4 (marzec-czerwiec 2010) oraz Siege: The Cabal (luty 2010) | 11.03.2015            |
| 61  | Avengers: Na zawsze, część 1                                   | Avengers: Forever, Part 1                                       | Zeszyty Avengers: Forever #1-6 (grudzień 1998-maj 1999) | 25.03.2015            |
| 62  | Marvel Knights Spider-Man: Śmiertelna trwoga                   | Marvel Knights Spider-Man: Down Among The Dead Men              | Zeszyty Marvel Knights: Spider-Man (vol. 1) #1-4 (czerwiec-wrzesień 2004) | 08.04.2015            |
| 63  | Uncanny X-Men: Druga geneza                                    | Uncanny X-Men: Second Genesis                                   | Zeszyty Giant-Size X-Men #1 (czerwiec 1975) oraz Uncanny X-Men (vol.1) #94-103 (sierpień 1975-luty 1977) | 22.04.2015            |
| 64  | Venom                                                          | Venom                                                           | Zeszyty Venom (vol. 2) #1-5 (maj-listopad 2011) | 06.05.2015            |
| 65  | X-Men: Zmierzch mutantów                                       | X-Men: Twilight of the Mutants                                  | Zeszyty X-Men (vol. 1) #50-59 (listopad 1968-sierpień 1969) | 20.05.2015            |
| 66  | Avengers: Na zawsze, część 2                                   | Avengers: Forever, Part 2                                       | Zeszyty Avengers: Forever #7-12 (czerwiec 1999-luty 2000) | 03.06.2015            |
| 67  | Marvel Knights Spider-Man: Jadowity                            | Marvel Knights Spider-Man: Venomous                             | Zeszyty Marvel Knights: Spider-Man (vol. 1) #5-8 (październik 2004-styczeń 2005) | 17.06.2015            |
| 68  | Początki Marvela: Lata sześćdziesiąte                          | Marvel Origins: The 60s                                         | Zeszyty Fantastic Four (vol. 1) #1 (listopad 1961), Tales to Astonish (vol. 1) #27 i 44 (styczeń 1962, czerwiec 1963), Incredible Hulk (vol. 1) #1 (maj 1962), Amazing Fantasy (vol.1) #15 (sierpień 1962), Tales of Suspense (vol. 1) #39 (marzec 1963), X-Men (vol. 1) #1 (wrzesień 1963), Avengers (vol. 1) #1 i 4 (wrzesień 1963, marzec 1964) oraz Daredevil (vol. 1) #1 (kwiecień 1964)    | 01.07.2015            |
| 69  | Kraina cieni                                                   | Shadowland                                                      | Zeszyty Shadowland #1-5 (wrzesień 2010-styczeń 2011) | 15.07.2015            |
| 70  | Avengers: Narodziny Ultrona                                    | Avengers: Birth of Ultron                                       | Zeszyty Avengers (vol. 1) #54-60 (lipiec 1968-styczeń 1969) oraz Avengers Annual (vol. 1) #2 (lipiec 1968-styczeń 1969) | 29.07.2015            |
| 71  | Kapitan Ameryka i Falcon: Tajne imperium                       | Captain America And Falcon: Secret Empire                       | Zeszyty Captain America and the Falcon (vol. 1) #169-176 (styczeń-sierpień 1974) | 12.08.2015            |
| 72  | Doktor Strange: Bezimienna kraina poza czasem                  | Doctor Strange: A Nameless Land, A Timeless Time                | Zeszyty Strange Tales (vol. 1) #130-146 (marzec 1965-lipiec 1966) | 26.08.2015            |
| 73  | Fantastyczna Czwórka: Nadejście Galactusa                      | Fantastic Four: The Coming Of Galactus                          | Zeszyty Fantastic Four Annual #3 (wrzesień 1965) oraz Fantastic Four #44-51 (listopad 1965-czerwiec 1966) | 09.09.2015            |
| 74  | Pierwsi Avengers                                               | Avengers: Prime                                                 | Zeszyty Avengers: Prime #1-5 (sierpień 2010-marzec 2011) | 23.09.2015            |
| 75  | Iron Man: Upadek i wzlot                                       | The Invincible Iron Man: The Tragedy And The Thriumph           | Zeszyty Tales Of Suspense (vol. 1) #91-99 (lipiec 1967-marzec 1968), Iron Man And Sub-Mariner #1 (kwiecień 1968) oraz Iron Man (vol.1) #1-4 (maj-sierpień 1968) | 07.10.2015            |
| 76  | X-Men: Rozłam                                                  | X-Men: Schism                                                   | Zeszyty X-Men: Schism #1-5 (wrzesień -grudzień 2011), Generation Hope #10-11 (październik-listopad 2011) oraz X-Men: Regenesis #1 (grudzień 2011) | 21.10.2015            |
| 77  | Życie i śmierć Kapitana Marvela, część 1                       | Life and Death of Captain Marvel, Part 1                        | Zeszyty Iron Man (vol. 1) #55 (luty 1973), Captain Marvel (vol. 1) #25-30 (marzec 1973-styczeń 1974) oraz Marvel Feature (vol. 1) #12 (listopad 1973) | 04.11.2015            |
| 78  | Hulk: Potwór na wolności                                       | The Incredible Hulk: The Monster Unlished                       | Zeszyty Tales To Astonish (vol. 1) #101 (marzec 1968), The Incredible Hulk (vol. 1) #102-108 (kwiecień-październik 1968) oraz The Incredible Hulk Annual #1 (październik 1968) | 18.11.2015            |
| 79  | Secret Avengers: Misja na Marsa                                | Secret Avengers: Mission To Mars                                | Zeszyty Secret Avengers (vol. 1) #1-5 (lipiec-listopad 2010) | 02.12.2015            |
| 80  | Nick Fury: Agent SHIELD, część 1                               | Nick Fury: Agent of SHIELD, Part 1)                             | Zeszyty Strange Tales (vol. 1) #150-162 (listopad 1966-listopad 1967) | 16.12.2015            |
| 81  | Życie i śmierć Kapitana Marvela, część 2                       | Life and Death of Captain Marvel, Part 2                        | Zeszyty Captain Marvel (vol. 1) #31-34 (marzec-wrzesień 1974), Avengers (vol. 1) #125 (lipiec 1974) oraz Marvel Graphic Novel #1 (kwiecień 1982) | 30.12.2015            |
| 82  | Ultimate Spider-Man: Śmierć Spider-Mana                        | Ultimate Spider-Man: Death of Spider-Man                        | Zeszyty Ultimate Spider-Man #153-160 (kwiecień-sierpień 2011) | 13.01.2016            |
| 83  | Thor: Opowieści z Asgardu                                      | Thor: Tales of Asgard                                           | Zeszyty Journey Into Mystery (vol. 1) #97-125 (październik 1963-luty 1966) oraz The Mighty Thor (vol. 1) #126-145 (marzec 1966-październik 1967) | 27.01.2016            |
| 84  | Avengers: Dziecięca krucjata                                   | Avengers: The Children’s Crusade                                | Zeszyty Avengers: The Children’s Crusade #1-9 (wrzesień 2010-maj 2012), Avengers: The Children Crusade - Young Avengers #1 (maj 2011) oraz fragment z Uncanny X-Men (vol. 1) #526 (wrzesień 2010) | 10.02.2016            |
| 85  | Daredevil: Naznaczony śmiercią                                 | Daredevil: Marked for Murder                                    | Zeszyty Daredevil (vol. 1) #158-161, 163-167 (maj 1979-listopad 1980) | 24.02.2016            |
| 86  | Deadpool: Wojna Wade’a Wilsona                                 | Deadpool: Wade Wilson’s War                                     | Zeszyty Deadpool: Wade Wilson’s War #1-4 (sierpień-listopad 2010) oraz X-Men Origins Deadpool #1 (wrzesień 2010) | 09.03.2016            |
| 87  | The Amazing Spider-Man: Nigdy Więcej Spider-Mana               | The Amazing Spider-Man: Spider-Man No More                      | Zeszyty The Amazing Spider-Man (vol. 1) #44-50 (styczeń-lipiec 1967) | 23.03.2016            |
| 88  | Sam Strach, część 1                                            | Fear Itself, Part 1                                             | Zeszyty Fear Itself Prologue: Book Of The Skull (maj 2011), Fear Itself #1-3 (czerwiec-sierpień 2011) oraz Fear Itself: The Worthy One-Shot (wrzesień 2011) | 06.04.2016            |
| 89  | Thor: Ragnarok                                                 | Thor: Ragnarok                                                  | Zeszyty The Mighty Thor (vol. 1) #153-159 (czerwiec-grudzień 1968) | 20.04.2016            |
| 90  | Avengers: Saga o Korvacu                                       | Avengers: Korvac Saga                                           | Zeszyty Thor Annual (vol. 1) #6 (grudzień 1977), Avengers (vol. 1) #167-168, 170-177 (styczeń-luty 1978, kwiecień-listopad 1978) oraz czterostronicowy epilog dodany w wydaniu zbiorczym Avengers: The Korvac Saga (styczeń 1991) | 04.05.2016            |
| 91  | Imperatyw Thanosa                                              | The Thanos Imperative                                           | Zeszyty Guardians Of The Galaxy (vol. 2) #25 (czerwiec 2010), The Thanos Imperative: Ignition #1 (lipiec 2010), The Thanos Imperative #1-6 (sierpień 2010 - styczeń 2011) | 18.05.2016            |
| 92  | Spider-Man: Marvel Team-Up                                     | Spider-Man: Marvel Team-Up                                      | Zeszyty Marvel Team-Up (vol. 1) #59-70 (lipiec 1977 - czerwiec 1978) | 01.06.2016            |
| 93  | Hulk: W Sercu Atomu                                            | Hulk: Heart of the Atom                                         | Zeszyty Incredible Hulk (vol.1) #140, 148, 156, 202-203, 205-207 oraz 246-248 (czerwiec 1971, luty 1972, październik 1972, sierpień-wrzesień 1976, listopad 1976-styczeń 1977, kwiecień-czerwiec 1980) | 15.06.2016            |
| 94  | Hulk: Spalona Ziemia                                           | Hulk: Scorched Earth                                            | Zeszyty Hulk (vol. 2) #25-30 (listopad 2010-kwiecień 2011) | 29.06.2016            |
| 95  | Nick Fury: Agent SHIELD, część 2                               | Nick Fury: Agent of SHIELD, Part 2                              | Zeszyty Strange Tales (vol. 1) #163-168 (grudzień 1967-maj 1968) oraz Nick Fury: Agent SHIELD (vol. 1) #1-5 (czerwiec-październik 1968) | 13.07.2016            |
| 96  | Sam Strach, część 2                                            | Fear Itself, Part 2                                             | Zeszyty Fear Itself #4-7 & Fear Itself 7.1: Captain America (wrzesień 2011-styczeń 2012) | 27.07.2016            |
| 97  | Fantastyczna Czwórka: Sądny Dzień                              | Fantastic Four: Doomsday                                        | Zeszyty Fantastic Four (vol. 1) #52-60 (lipiec 1966-czerwiec 1967) | 10.08.2016            |
| 98  | The Amazing Spider-Man: Śmierć Stacych                         | The Amazing Spider-Man: Death of The Stacys                     | Zeszyty The Amazing Spider-Man (vol. 1) #88-92 oraz 121-122 (wrzesień 1970-styczeń 1971, czerwiec-lipiec 1973) | 24.08.2016            |
| 99  | Daredevil: Wściekłość i Wrzask                                 | Daredevil: Sound and Fury                                       | Zeszyty Daredevil (vol. 3) #1-6 (wrzesień 2011-styczeń 2012) | 07.09.2016            |
| 100 | Iron Fist: Poszukiwanie Colleen Wing                           | Iron Fist: The Searching For Colleen Wing                       | Marvel Premiere (vol. 1) #25 (październik 1975) oraz Iron Fist (vol. 1) #1-7 (listopad 1975-wrzesień 1976) | 21.09.2016            |
| 101 | X-Men: W cieniu Saurona                                        | X-Men: In the Shadow of Sauron                                  | Zeszyty X-Men (vol. 1) #60-66 (wrzesień 1969-marzec 1970) oraz Amazing Adventures (vol. 2) #11 (marzec 1972) | 05.10.2016            |
| 102 | Bitewne blizny                                                 | Battle Scars                                                    | Zeszyty Battle Scars #1-6 (styczeń-czerwiec 2012) | 19.10.2016            |
| 103 | Silver Surfer: Początki                                        | Silver Surfer: Origins                                          | Zeszyty Silver Surfer (vol. 1) #1-5 (sierpień 1968-kwiecień 1969) | 02.11.2016            |
| 104 | Defenders: Dzień Defenders                                     | The Defenders: Day of the Defenders                             | Zeszyty Marvel Feature (vol. 1) #1-3 (grudzień 1971 - czerwiec 1972) oraz Defenders (vol. 1) #1-5 (sierpień 1972 - kwiecień 1973) | 16.11.2016            |
| 105 | Avengers kontra X-Men, część 1                                 | Avengers vs. X-Men, Part 1                                      | Zeszyty Avengers vs. X-Men #0-4 (maj-lipiec 2012) oraz AVX: VS #1-2 (czerwiec-lipiec 2012) | 30.11.2016            |
| 106 | Iron Man: Początek Końca                                       | Iron Man: The Beginning of the End                              | Zeszyty Iron Man (vol. 1) #14-23 (czerwiec 1969-marzec 1970) | 14.12.2016            |
| 107 | Avengers: Wojna Kree ze Skrullami                              | The Avengers: Kree-Skrull War                                   | Zeszyty Avengers (vol. 1) #89-97 (czerwiec 1971-marzec 1972) | 28.12.2016            |
| 108 | The Amazing Spider-Man: Pajęcza Wyspa, część 1                 | The Amazing Spider-Man: Spider-Island, Part 1                   | Zeszyty Amazing Spider-Man (vol. 1) #666-669 (wrzesień-listopad 2011), Venom (vol. 2) #6 (październik 2011) oraz Spider-Island: Deadly Foes #1 (październik 2011) | 11.01.2017            |
| 109 | Inhumans                                                       | The Inhumans                                                    | Zeszyty Thor (vol. 1) #146-152 (listopad 1967-maj 1968) oraz Amazing Adventures (vol. 2) #1-10 (sierpień 1970-styczeń 1972) | 25.01.2017            |
| 110 | Początki Marvela: Lata siedemdziesiąte                         | Marvel Origins: The 70s                                         | Zeszyty Marvel Premiere (vol. 1) #1, 15-16 (kwiecień 1972, maj-czerwiec 1974), Hero for Hire (vol. 1) #1 (czerwiec 1972), Marvel Spotlight (vol. 1) #5, 32 (czerwiec 1972, luty 1977), The Incredible Hulk (vol. 1) #181 (listopad 1974), Nova (vol. 1) #1 (wrzesień 1976), Captain Britain (vol. 1) #1-2 (październik 1976) oraz The Savage She-Hulk (vol. 1) #1 (luty 1980)                    | 08.02.2017            |
| 111 | Avengers kontra X-Men, część 2                                 | Avengers vs. X-Men, Part 2                                      | Zeszyty Avengers vs. X-Men #5-8 (sierpień-wrzesień 2012) oraz AVX: VS #3-4 (sierpień-wrzesień 2012) | 22.02.2017            |
| 112 | Wojna Avengers z Defenders                                     | Avengers: Defenders War                                         | Zeszyty Avengers (vol. 1) #115-118 (wrzesień-grudzień 1973) oraz Defenders (vol. 1) #8-11 (wrzesień-grudzień 1973) | 08.03.2017            |
| 113 | Deathlok                                                       | Deathlok                                                        | Zeszyty Astonishing Tales (vol. 1) #25-28, 30-36 (sierpień 1974-lipiec 1976) oraz Marvel Spotlight (vol. 1) #33 (kwiecień 1977) | 22.03.2017            |
| 114 | Ultimate Comics Spider-Man: Kim jest Miles Morales?            | Ultimate Comics Spider-Man: Who Is Miles Morales?               | Zeszyty Ultimate Fallout #4 (październik 2011) oraz Ultimate Comics (vol. 2) #1-5 (listopad 2011-luty 2012) | 05.04.2017            |
| 115 | Marvel Horror                                                  | Marvel Horror                                                   | Zeszyty Ghost Rider (vol. 1) #1-2 (wrzesień-październik 1973), Marvel Spotlight (vol. 1) #2, 12 (luty 1972, październik 1973), The Amazing Spider-Man (vol. 1) #101 (październik 1971), Savage Tales (vol. 1) #1 (maj 1971), Tomb of Dracula (vol. 1) #1 (kwiecień 1972), Frankenstein #1 (styczeń 1973), Supernatural Thrillers #5 (sierpień 1973), Strange Tales (vol. 1) #169 (wrzesień 1973) | 19.04.2017            |
| 116 | Czarna Pantera: Gniew Pantery                                  | Black Panther: Panther’s Rage                                   | Zeszyty Jungle Action (vol. 2) #6-18 (wrzesień 1973-listopad 1975) | 02.05.2017            |
| 117 | The Amazing Spider-Man: Pajęcza Wyspa, część 2                 | The Amazing Spider-Man: Spider-Island, Part 2                   | Zeszyty The Amazing Spider-Man (vol. 1) #670-673 (2011–2012) oraz Venom (vol. 2) #7-8 (2011) | 17.05.2017            |
| 118 | Kapitan Ameryka i Falcon: Bomba obłędu                         | Captain America and The Falcon: Madbomb                         | Zeszyty Captain America and the Falcon (vol. 1) #193-200 (styczeń-sierpień 1976) | 31.05.2017            |
| 119 | Marvel: Co by było, gdyby?                                     | Marvel What If?                                                 | Zeszyty What If? (vol. 1) #1 (luty 1977), #3 (czerwiec 1977), #18 (grudzień 1979), #20 (kwiecień 1980), #23 (październik 1980), #24 (grudzień 1980) oraz cztery strony z #34 (sierpień 1982) | 14.06.2017            |
| 120 | Avengers kontra X-Men, część 3                                 | Avengers vs. X-Men, Part 3                                      | Zeszyty Avengers Vs. X-Men (vol. 1) #9-12 (październik-grudzień 2012) oraz AVX: VS (vol. 1) #5-6 październik-grudzień 2012) | 28.06.2017            |
| 121 | Warlock, część 1                                               | Warlock, Part 1                                                 | Zeszyty Strange Tales (vol. 1) #178-181 (luty-sierpień 1975) oraz Warlock (vol. 1) #9-11 (październik 1975-luty 1976) | 12.07.2017            |
| 122 | All-New Ghost Rider: Maszyny Zemsty                            | All-New Ghost Rider: Engines of Vengeance                       | Zeszyty All-New Ghost Rider #1-5 (maj-wrzesień 2014) | 26.07.2017            |
| 123 | Warlock, część 2                                               | Warlock, Part 2                                                 | Zeszyty Warlock (vol. 1) #12-15 (kwiecień-sierpień 1976), Marvel Team-Up (vol. 1) #55 (marzec 1977), Avengers Annual (vol. 1) (sierpień 1977) #7 oraz Marvel Two-In-One Annual #2 (grudzień 1977) | 09.08.2017            |
| 124 | Silver Surfer: Nowy Świt                                       | Silver Surfer: New Dawn                                         | Zeszyty Silver Surfer (vol. 7) #1-5 (maj-październik 2014) oraz pojedyncza historia z All-New Marvel NOW! Point One #1.NOW (marzec 2014) | 23.08.2017            |
| 125 | Avengers: Świat Avengers                                       | Avengers: Avengers World                                        | Zeszyty Avengers (vol. 5) #1-6 (luty-kwiecień 2013) | 06.09.2017            |
| 126 | Nova: Geneza                                                   | Nova: Origin                                                    | Zeszyty Nova (vol. 5) #1-5 (kwiecień-sierpień 2013) oraz pojedyncza historia z Marvel NOW! Point One (grudzień 2012) | 20.09.2017            |
| 127 | New Avengers: Wszystko umiera                                  | New Avengers: Everything Dies                                   | Zeszyty New Avengers (vol. 3) #1-6 (marzec-lipiec 2013) | 04.10.2017            |
| 128 | Kapitan Brytania: Zakręcony świat                              | Captain Britain: A Crooked World                                | Zeszyty Marvel Superheroes (UK) #387-388 (lipiec-sierpień 1982), The Daredevils #1-11 (styczeń-listopad 1983) oraz The Mighty World Of Marvel (vol. 2) #7-13 (grudzień 1983-czerwiec 1984) | 18.10.2017            |
| 129 | Superior Spider-Man: Mój Własny Najgorszy Wróg                 | Superior Spider-Man: My Own Worst Enemy                         | Zeszyty The Amazing Spider-Man (vol. 1) #698-700 (styczeń-luty 2013) oraz Superior Spider-Man #1-5 (marzec-maj 2013) | 31.10.2017            |
| 130 | Uncanny X-Men: Dni Minionej Przyszłości                        | Uncanny X-Men: Days of Future Past                              | Zeszyty X-Men (vol. 1) #138-141 (październik 1980-styczeń 1981), Uncanny X-Men (vol. 1) #142-143 (luty-marzec 1981) oraz X-Men King-Size Annual (vol. 1) #4 (listopad 1980) | 15.11.2017            |
| 131 | Nieskończoność, część 1                                        | Infinity, Part 1                                                | Zeszyty Infinity #1-3 (październik-listopad 2013), Avengers (vol. 5) #18-20 (październik-listopad 2013) oraz New Avengers (vol. 3) #9-10 (październik-listopad 2013) | 29.11.2017            |
| 132 | Kapitan Ameryka: Uwięziony w Wymiarze Z                        | Captain America: Castaway in Dimension Z                        | Zeszyty Captain America (vol. 7) #1-10 (styczeń-październik 2013) | 13.12.2017            |
| 133 | Nieskończoność, część 2                                        | Infinity, Part 2                                                | Zeszyty Infinity #4-6 (grudzień 2013-styczeń 2014), Avengers (vol. 5) #21-23 (grudzień 2013-styczeń 2014) oraz New Avengers (vol. 3) #11-12 (grudzień 2013-styczeń 2014) | 27.12.2017            |
| 134 | Hulk: Rozdarty                                                 | Hulk: Asunder                                                   | Zeszyty Incredible Hulk (vol. 3) #1-7 (grudzień 2011-maj 2012) | 10.01.2018            |
| 135 | Young Avengers: Styl > Treść                                   | Young Avengers: Style > Substance                               | Zeszyty Young Avengers (vol. 2) #1-5 (marzec-lipiec 2013) oraz pojedyncza historia Marvel NOW! Point One (grudzień 2012) | 24.01.2018            |
| 136 | Śmierć Wolverine’a                                             | Death of Wolverine                                              | Zeszyty Death of Wolverine #1-4 (listopad-grudzień 2014) | 07.02.2018            |
| 137 | Doktor Strange: Odrębna Rzeczywistość                          | Doctor Strange: A Separate Reality                              | Zeszyty Marvel Premiere #9-14 (lipiec 1973-marzec 1974) oraz Doctor Strange (vol. 2) #1-5 (czerwiec-grudzień 1974) | 21.02.2018            |
| 138 | Grzech Pierworodny, część 1                                    | Original Sin, Part 1                                            | Zeszyty Original Sin #0-3 (czerwiec-sierpień 2014) oraz Original Sins #1-3 (sierpień-wrzesień 2014) | 07.03.2018            |
| 139 | Wolverine i X-Men: Nowy Początek                               | Wolverine and the X-Men: Regenesis                              | Zeszyty Wolverine and the X-Men (vol. 1) #1-7(grudzień 2011-maj 2012) | 21.03.2018            |
| 140 | Punisher: Krąg Krwi                                            | Punisher: Circle of Blood                                       | Zeszyty Punisher (vol. 1) #1-5 (styczeń-maj 1986) | 04.04.2018            |
| 141 | Szop Rocket: W pogoni za własnym ogonem!                       | Rocket Raccoon: A Chasing Tail!                                 | Zeszyty Rocket Raccoon (vol. 2) #1-6 (wrzesień 2014-luty 2015) | 18.04.2018            |
| 142 | Thor Gromowładny: Bogobójca                                    | Thor: God of Thunder - The God Butcher                          | Zeszyty Thor: God of Thunder (vol. 1) #1-5 (styczeń-kwiecień 2013) | 02.05.2018            |
| 143 | Deadpool i goście, część 1                                     | Deadpool: Team-Ups and Downs                                    | Zeszyty Deadpool Team-Up #899-893 (styczeń-lipiec 2010) | 16.05.2018            |
| 144 | Spider-Gwen: Ścigana?                                          | Spider-Gwen: Most Wanted?                                       | Zeszyty Edge Of Spider-Verse #2 (listopad 2014), Spider-Gwen (vol. 1) #1-5 (kwiecień-sierpień 2015) | 30.05.2018            |
| 145 | Defenders: Niszczyciel światów                                 | The Defenders: Breaker of Worlds                                | Zeszyty Defenders (vol. 4) #1-6 (luty-lipiec 2012), Fear Itself #7 (grudzień 2011) oraz pojedyncza historia z Point One (styczeń 2012) | 13.06.2018            |
| 146 | Naprzód, Avengers!                                             | Avengers Assemble                                               | Zeszyty Avengers Assemble (vol. 2) #1-8 (maj-grudzień 2012) | 27.06.2018            |
| 147 | Deadpool i goście, część 2                                     | Deadpool: Killer, Gods and Vampires                             | Zeszyty Deadpool Team-Up #892-886 (sierpień 2010-maj 2011) | 11.07.2018            |
| 148 | Thor: Gromowładna                                              | Thor: The Goddess of Thunder                                    | Zeszyty Thor (vol. 4) #1-5 (listopad 2014-kwiecień 2015) | 25.07.2018            |
| 149 | Grzech Pierworodny, część 2                                    | Original Sin, Part 2                                            | Zeszyty Original Sin #4-8 (sierpień-listopad 2014), Original Sins #4-5 (wrzesień-październik 2014), Original Sin: Annual #1 (grudzień 2014) | 08.08.2018            |
| 150 | Avengers: Kres Dziejów                                         | Avengers: End of Times                                          | Zeszyty Avengers (vol. 4) #31-34 (grudzień 2012-styczeń 2013), New Avengers (vol. 2) #31-34 | 22.08.2018            |
| 151 | Guardians of the Galaxy: Kosmiczni Avengers                    | Guardians of the Galaxy: Cosmic Avengers                        | Zeszyty Guardians of the Galaxy: Tomorrows Avengers #1 (wrzesień 2013) oraz Guardians of the Galaxy (vol. 3) #0.1, 1-3 (kwiecień-sierpień 2013) | 05.09.2018            |
| 152 | Kaczor Howard                                                  | Howard The Duck                                                 | Zeszyty Giant-Size Man-Thing #4-5 (maj, sierpień 1975), Howard the Duck #1-8, 16 (styczeń 1976-styczeń 1977, wrzesień 1977) oraz fragmenty z Adventure Into Fear #19 (grudzień 1973) i Man-Thing (vol. 1) #1 (styczeń 1973) | 19.09.2018            |
| 153 | Anihilatorzy                                                   | Annihilators                                                    | Zeszyty Annihilators #1-4 (maj-sierpień 2011) | 03.10.2018            |
| 154 | Fantastyczna Czwórka: Odkrywcy                                 | Fantastic Four: Voyagers                                        | Zeszyty Fantastic Four (vol. 4) #1-8 (styczeń-kwiecień 2013) | 17.10.2018            |
| 155 | Avengers na Arenie: Zabij albo Zgiń                            | Avengers Arena: Kill or Die                                     | Zeszyty Avengers Arena #1-7 (luty-czerwiec 2013) | 31.10.2018            |
| 156 | Spider-Woman: Zmiana tempa                                     | Spider-Woman: Shifting Gears                                    | Zeszyty Spider-Woman (vol. 6) #1-5 (styczeń-maj 2016) | 14.11.2018            |
| 157 | Ultimates: Omniwersalni                                        | The Ultimates Omniversal (AKA Start With the Impossible)        | Zeszyty All-New All-Different Avengers #0 (grudzień 2015), The Ultimates (vol. 2) #1-6 (styczeń-czerwiec 2016) | 28.11.2018            |
| 158 | Czarna Pantera: Naród pod naszymi stopami                      | Black Panther: A Nation Under Our Feet, Part 1                  | Zeszyty Black Panther (vol. 6) #1-6 (czerwiec-listopad 2016) | 12.12.2018            |
| 159 | Karnak: Wszechobecna skaza                                     | Karnak: The Flaw in all Things                                  | Zeszyty Karnak #1-6 (grudzień 2015-kwiecień 2017) | 24.12.2018            |
| 160 | Niezwyciężona Squirrel Girl: Co mi zrobisz, jak mnie złapiesz? | Unbeatable Squirrel Girl: Squirrel, You Really Got Me Now       | Zeszyty The Unbeatable Squirrel Girl (vol. 2) #1-6 (grudzień 2015-maj 2016), Howard the Duck (vol.6) #6 (czerwiec 2016) | 09.01.2019            |
| 161 | Punisher: W drodze                                             | Punisher: On The Road                                           | Zeszyty Punisher (vol. 11) #1-6 (lipiec-grudzień 2016) | 23.01.2019            |
| 162 | A-Force: Hiperczas                                             | A-Force: Hypertime                                              | Zeszyty A-Force (vol. 2) #1-7 (marzec-wrzesień 2016) | 06.02.2019            |
| 163 | Moon Girl i Diabelski Dinozaur: Epokowa przyjaźń               | Moon Girl and Devil Dinosaur: BFF                               | Zeszyty Moon Girl and Devil Dinosaur #1-6 (styczeń-czerwiec 2016) | 20.02.2019            |
| 164 | Daredevil: Chinatown                                           | Daredevil: Chinatown                                            | Zeszyty All-New, All-Different Point One #1 (grudzień 2015) oraz Daredevil (vol. 5) #1-5 (luty-czerwiec 2016) | 06.03.2019            |
| 165 | Patsy Walker czyli Hellcat: Z kociakami zawsze łatwiej         | Patsy Walker, AKA. Hellcat: Hooked on a Feline                  | Zeszyty Patsy Walker, AKA. Hellcat #1-6 (luty-lipiec 2016) | 20.03.2019            |
| 166 | Avengers Operacja: Galaktyczna burza, część 1                  | Avengers: Galactic Storm, Part 1                                | Zeszyty Captain America (vol. 1) #398-399 (marzec-kwiecień 1992), Avengers West Coast (vol. 2) #80-81 (marzec-kwiecień 1992), Quasar #32 (marzec 1992), Wonder Man #7 (marzec 1992), Avengers (vol. 1) #345 (marzec 1992), Iron Man (vol. 1) #278 (marzec 1992) oraz The Mighty Thor #445 (marzec 1992)                                                                                          | 03.04.2019            |
| 167 | Kapitan Ameryka, Steve Rogers: Hail Hydra                      | Captain America, Steve Rogers: Hail Hydra                       | Zeszyty Captain America: Steve Rogers #1-6 (lipiec-grudzień 2016) oraz fragment z FCBD 2016: Captain America (maj 2016) | 17.04.2019            |
| 168 | Avengers Operacja: Galaktyczna burza, część 2                  | Avengers: Galactic Storm, Part 2                                | Zeszyty Quasar #33-34 (kwiecień-maj 1992), Wonder Man #8 (kwiecień 1992), Avengers (vol. 1) #346 (kwiecień 1992), Iron Man (vol. 1) #279 (kwiecień 1992), The Mighty Thor (vol. 1) #446 (kwiecień 1992), Captain America (vol. 1) #400 (maj 1992) oraz Avengers: West Coast (vol. 2) #82 (maj 1992)                                                                                              | 30.04.2019            |
| 169 | Deadpool kontra Gambit                                         | Deadpool V Gambit: The „V” is for „Vs.”                         | Zeszyty Deadpool V Gambit #1-5 (sierpień-listopad 2016) | 15.05.2019            |
| 170 | Avengers Operacja: Galaktyczna burza, część 3                  | Avengers: Galactic Storm, Part 3                                | Zeszyty Wonder Man #9 (maj 1992), Avengers (vol. 1) #347 (maj 1992), Captain America (vol. 1) #401 (czerwiec 1992), Quasar #35-36 (czerwiec-lipiec 1992), What If? (vol. 2) #55-56 (listopad-grudzień 1993) | 29.05.2019            |

## Tomy niewydane w Polsce
| Tytuł                                                       | Zawartość | Kraj wydania                    |
| ----------------------------------------------------------- | --- | ------------------------------- |
| All New, All Different Avengers: The Magnificent Seven      | Zeszyty All-New, All-Different Avengers #1-6 (styczeń-kwiecień 2016) oraz materiały z Avengers #0 (grudzień 2015) i FCBD 2015: Avengers (maj 2015) | Wielka Brytania, Niemcy         |
| All-New Guardians Of The Galaxy: Communication Breakdown    | Zeszyty Free Comic Book Day 2017: All-New Guardians of the Galaxy (maj 2017) oraz All-New Guardians of the Galaxy #1-2, 4, 6, 8, 10 (lipiec-listopad 2017) | Wielka Brytania, Niemcy         |
| All-New Guardians Of The Galaxy: Riders In The Sky          | Zeszyty All-New Guardians of the Galaxy 3, 5, 7, 9, 11-12 (sierpień-grudzień 2017) | Wielka Brytania, Niemcy         |
| The Amazing Spider-Man: Spider-Verse                        | Zeszyty The Amazing Spider-Man (vol. 3) #9-15 (styczeń-kwiecień 2015) | Wielka Brytania, RPA            |
| Annihilation, Part 1                                        | Zeszyty Drax the Destroyer #1-4 (listopad 2005-luty 2006), Annihilation: Prologue (maj 2006) oraz Annihilation: Nova #1-4 (czerwiec-wrzesień 2006) | Wielka Brytania, Niemcy         |
| Annihilation, Part 2                                        | Zeszyty Annihilation: Super Skrull #1-4 (czerwiec-wrzesień 2006) oraz Annihilation: Silver Surfer #1-4 (czerwiec-wrzesień 2006) | Wielka Brytania, Niemcy         |
| Annihilation, Part 3                                        | Zeszyty Annihilation: Ronan #1-4 (czerwiec-wrzesień 2006) oraz Annihilation #1-3 (październik-grudzień 2006) | Wielka Brytania, Niemcy         |
| Annihilation, Part 4                                        | Zeszyty Annihilation #4-6 (styczeń-marzec 2007), Annihilation: Heralds of Galactus #1-2 (kwiecień-maj 2007) oraz What If... Annihilation (styczeń 2008) | Wielka Brytania, Niemcy         |
| Astonishing X-Men: Life of X                                | Zeszyty Astonishing X-Men (vol. 4) #1-6 (wrzesień 2017-luty 2018) | Wielka Brytania, Niemcy         |
| Avengers: Standoff!, Part 1                                 | Zeszyty Avengers Standoff: Welcome to Pleasant Hill (kwiecień 2016), Avengers Standoff: Assault on Pleasant Hill Alpha (maj 2016), Agents of S.H.I.E.L.D. #3-4 (maj-czerwiec 2016), New Avengers (vol. 4) #8-10 (maj-lipiec 2016), Uncanny Avengers (vol. 3) #7 (maj 2016) | Wielka Brytania, Niemcy         |
| Avengers: Standoff!, Part 2                                 | Zeszyty All-New, All-Different Avengers #7-8 (maj 2016), Uncanny Avengers (vol. 3) #8 (czerwiec 2016), Howling Commandos of S.H.I.E.L.D. #6 (maj 2016), Illuminati #6 (czerwiec 2016), Captain America: Sam Wilson #7-8 (maj-czerwiec 2016) oraz Avengers Standoff: Assault on Pleasant Hill Omega (czerwiec 2016) | Wielka Brytania, Niemcy         |
| Avengers: The Kang Dynasty, Part 1                          | Zeszyty The Avengers (vol. 3) #41-47 (czerwiec-grudzień 2001) oraz The Avengers Annual #2001 (vol. 3) (wrzesień 2001) | Wielka Brytania, Niemcy         |
| Avengers: The Kang Dynasty, Part 2                          | Zeszyty The Avengers (vol. 3) #48-55 (styczeń-lipiec 2002) | Wielka Brytania, Niemcy         |
| AvX: Consequences                                           | Zeszyty AvX: Consequences #1-5 (grudzień 2012-styczeń 2013) | Brazylia                        |
| Black Bolt: Hard Time                                       | Zeszyty Black Bolt #1-6 (lipiec-grudzień 2017) | Wielka Brytania                 |
| Black Bolt: Home Free                                       | Zeszyty Black Bolt #7-12 (styczeń-czerwiec 2018) | Wielka Brytania                 |
| Black Widow: S.H.I.E.L.D.’s Most Wanted                     | Zeszyty Black Widow (vol. 6) #1-6 (maj-październik 2016) | Wielka Brytania, Niemcy         |
| Black Panther: A Nation Under Our Feet, Part 2              | Zeszyty Black Panther (vol. 6) #7-12 (grudzień 2016-maj 2017) | Wielka Brytania, Niemcy         |
| Captain Britain and MI-13: Vampire State                    | Zeszyty Captain Britain and MI-13 #10-15 (kwiecień-wrzesień 2009) oraz Captain Britain and MI-13 Annual #1 (sierpień 2009) | Wielka Brytania, RPA            |
| The Champions: Change the World                             | Zeszyty Champions (vol. 2) #1-6 (grudzień 2016-maj 2017) | Wielka Brytania, Niemcy         |
| Civil War II, Part 1                                        | Zeszyty FCBD 2016: Civil War II (maj 2016), Civil War II #0-4 (lipiec-wrzesień 2016) oraz Civil War II: The Accused (październik 2016) | Wielka Brytania, Niemcy         |
| Civil War II, Part 2                                        | Zeszyty Civil War II: The Fallen (październik 2016), Civil War II #5-8 (listopad 2016 - luty 2017), Civil War II: The Oath (marzec 2017) | Wielka Brytania, Niemcy         |
| Civil War: Warzones                                         | Zeszyty Civil War (vol. 2) #1-5 (wrzesień-grudzień 2015) | Wielka Brytania, Niemcy         |
| Deadpool: Hey, it’s Deadpool!                               | Zeszyty Deadpool (vol. 1) #1-5, -1 (styczeń-maj, lipiec 1997) | Niemcy, Rosja                   |
| Deadpool’s Secret Secret Wars                               | Zeszyty Deadpool’s Secret Secret Wars #1-4 (lipiec-październik 2015) | Wielka Brytania, RPA            |
| Doctor Strange: The Way of the Weird                        | Zeszyty Doctor Strange (vol. 4) #1-5 (grudzień 2015-kwiecień 2016) | Wielka Brytania, Niemcy         |
| Doctor Strange: The Last Days of Magic                      | Zeszyty Doctor Strange (vol. 4) #6-10 (maj-październik 2016), Doctor Strange: The Last Days of Magic (czerwiec 2016) | Wielka Brytania, Niemcy         |
| Dr Strange: Blood In The Aether                             | Zeszyty Doctor Strange (vol. 4) #11-16 (listopad 2016-marzec 2017) | Wielka Brytania, Niemcy         |
| Dr Strange: Mr Misery                                       | Zeszyty Doctor Strange (vol. 4) #17-20 (kwiecień-sierpień 2017) oraz Doctor Strange Annual (listopad 2016) | Wielka Brytania, Niemcy         |
| Earth X Saga, Part 1                                        | Zeszyty Earth X #0-6 (marzec-wrzesień 1999) | Wielka Brytania, Niemcy         |
| Earth X Saga, Part 2                                        | Zeszyty Earth X #7-12, X (październik 1999-czerwiec 2000) | Wielka Brytania, Niemcy         |
| Fearless, Part 1                                            | Zeszyty Fear Itself: The Fearless #1-6 (grudzień 2011-marzec 2012) | Brazylia, Rosja                 |
| Fearless, Part 2                                            | Zeszyty Fear Itself: The Fearless #7-12 (marzec-czerwiec 2012) | Brazylia, Rosja                 |
| Hawkeye: Anchor Points                                      | Zeszyty Hawkeye (vol. 5) #1-6 (luty-lipiec 2017) | Wielka Brytania                 |
| Hawkeye: My Life as a Weapon                                | Zeszyty Hawkeye (vol. 4) #1-5 (październik 2012-luty 2013) oraz Young Avengers Presents #6 (sierpień 2008) | Wielka Brytania, RPA            |
| The Infinity Gauntlet/The Infinity Saga Part 1              | Zeszyty The Infinity Gauntlet (vol. 1) #1-6 (lipiec-grudzień 1991) | Wielka Brytania, Francja, Rosja |
| The Infinity Saga Part 2                                    | Zeszyty The Infinity War #1-3 (czerwiec-sierpień 1992), Warlock and the Infinity Watch #7 (sierpień 1992) oraz Marvel Comics Presents (vol. 2) #108-111 (sierpień-wrzesień 1992) | Wielka Brytania, Niemcy         |
| The Infinity Saga Part 3                                    | Zeszyty The Infinity War #4-6 (wrzesień-listopad 1992), Warlock and the Infinity Watch #8-10 (wrzesień-listopad 1992) | Wielka Brytania, Niemcy         |
| The Infinity Saga Part 4                                    | Zeszyty The Infinity Crusade #1-3 (czerwiec-sierpień 1993), Warlock Chronicles #3 (wrzesień 1993) oraz Warlock and the Infinity Watch #20 (wrzesień 1993) | Wielka Brytania, Niemcy         |
| The Infinity Saga Part 5                                    | Zeszyty The Infinity Crusade #4-6 (wrzesień-listopad 1993) oraz The Warlock Chronicles #4-5 (październik-listopad 1993) | Wielka Brytania, Niemcy         |
| Jessica Jones: Uncaged!                                     | Zeszyty Jessica Jones (vol. 2) #1-6 (grudzień 2016-maj 2017) | Wielka Brytania, Niemcy         |
| Knights Of Pendragon: Once and Future                       | Zeszyty Knights Of Pendragon (vol. 1) #1-9 (czerwiec 1990-marzec 1991) | Wielka Brytania, Niemcy         |
| Marvel Masters: Bill Sienkiewicz                            | Zeszyty The Hulk! #13-14 (luty, kwiecień 1979), pojedyncza historia z Marvel Preview #18 (marzec 1979), Moon Knight #22-23, 26 (sierpień-wrzesień, grudzień 1982), New Mutants #18-20 (sierpień-październik 1984) oraz The Sentry: Hulk #1 (luty 2001) | Wielka Brytania, Niemcy         |
| Marvel Masters: Chris Claremont                             | Zeszyty Daredevil (vol. 1) #102, Iron Fist (vol. 1) #14, Ms Marvel (vol. 1) #19, Avengers (vol. 1) Annual #10, Uncanny X-Men (vol. 1) #161, Marvel Graphic Novel #5 and X-Men Black: Magneto #1 | Wielka Brytania, Niemcy         |
| Marvel Masters: Frank Miller                                | Zeszyty John Carter, Warlord of Mars #18 (listopad 1978), Peter Parker, The Spectacular Spider-Man #27-28 (luty-marzec 1979), Marvel Two-in-One #51 (maj 1979), Daredevil #168, #181, #190-191 (styczeń 1981, styczeń-luty 1983), pojedyncza historia z Bizarre Adventures #28 (październik 1981) oraz pojedyncza historia z Marvel Fanfare #18 (styczeń 1985) | Wielka Brytania, Niemcy         |
| Marvel Masters: Jack Kirby                                  | Zeszyty Red Raven Comics #1 (sierpień 1940), pojedyncza historia z Marvel Mystery Comics #13 (listopad 1940), Captain America Comics #1 (marzec 1941), pojedyncza historia z Amazing Spider-Man (vol. 1) #8 (styczeń 1964), The Mighty Thor (vol. 1) #160-161 (styczeń-luty 1969), Black Panther (vol. 1) #1-3 (styczeń-maj 1977), The Eternals (vol. 1) #7 (lipiec 1978) oraz Devil Dinosaur #1 (kwiecień 1978)                                                    | Wielka Brytania, Niemcy         |
| Marvel Masters: Jim Lee                                     | Zeszyty Solo Avengers #1 (grudzień 1987), Daredevil Annual (vol. 1) #4B (wrzesień 1989), Punisher: War Journal #6-7 (czerwiec-lipiec 1989), Uncanny X-Men (vol. 1) #248, #268 (wrzesień 1989, wrzesień 1990), Classic X-Men #39 (listopad 1989), X-Men (vol. 2) #1 (październik 1991) oraz Fantastic Four (vol. 2) #1 (listopad 1996) | Wielka Brytania, Niemcy         |
| Marvel Masters: Stan Lee                                    | Zeszyty The Amazing Spider-Man #39-40 (sierpień-wrzesień 1966), Daredevil #47 (grudzień 1968), Fantastic Four Annual #6 (listopad 1968), Marvel Premiere #3 (lipiec 1972), Silver Surfer (vol. 4) #1-2 (grudzień 1988-styczeń 1989), fragmenty z Captain America Comics #3 (maj 1941), Menace #3 (maj 1953), Amazing Adult Fantasy #11 (kwiecień 1962), The Amazing Spider-Man Annual #5 (listopad 1968) oraz Stan Lee Meets the Amazing Spider-Man (listopad 2006) | Wielka Brytania, Niemcy         |
| Marvel Masters: Steve Ditko                                 | Zeszyty Journey into Mystery (vol. 1) #33 (kwiecień 1956), Amazing Adult Fantasy #9 (luty 1962), The Amazing Spider-Man (vol. 1) #30-33 (listopad 1965-luty 1966), Machine Man (vol. 2) #10 (sierpień 1979), Speedball, the Masked Marvel #1 (wrzesień 1988), Marvel Super-Heroes (vol. 2) #8 (grudzień 1991) and The Incredible Hulk and the Human Torch: From the Marvel Vault #1 (sierpień 20111)                                                                | Wielka Brytania, Niemcy         |
| Marvel UK Presents: Dragon’s Claws                          | Zeszyty Dragon’s Claws #1-10 (lipiec 1988-kwiecień 1989) | Wielka Brytania, Niemcy         |
| Marvel UK Presents: Death’s Head                            | Zeszyty Death’s Head (vol. 1) #1-7 (grudzień 1988-czerwiec 1989) oraz pojedyncza historia z Marvel Heroes UK #33 (marzec 2011) | Wielka Brytania, Niemcy         |
| Marvel Universe: The End                                    | Zeszyty Marvel: The End #1-6 (maj-sierpień 2003) | Wielka Brytania, Niemcy         |
| Maximum Security, Part 1                                    | Zeszyty Maximum Security: Dangerous Planet #1 (październik 2000), Iron Man (vol. 3) #35 (październik 2000), Captain America (vol. 3) #36 (grudzień 2000), Maximum Security #1 (listopad 2000), The Mighty Thor (vol. 2) #30 (grudzień 2000), Uncanny X-Men (vol. 1) #387 (grudzień 2000) oraz Bishop the Last X-Man #15 (grudzień 2000) | Wielka Brytania, Niemcy         |
| Maximum Security, Part 2                                    | Zeszyty Maximum Security #2-3 (grudzień 2000-styczeń 2001), Avengers (vol. 3) #35 (grudzień 2000), Gambit (vol. 3) #23 (grudzień 2000), X-Men (vol. 2) #107 (grudzień 2000) oraz X-Men Unlimited (vol. 1) #29 (grudzień 2000) | Wielka Brytania, Niemcy         |
| The Mighty Thor: Thunder in Her Veins                       | Zeszyty The Mighty Thor (vol. 2) #1-5 (styczeń-maj 2016) | Wielka Brytania, Niemcy         |
| Ms. Marvel: No Normal                                       | Zeszyty Ms. Marvel (vol. 3) #1-5 (kwiecień-sierpień 2014) oraz pojedyncza historia z All-New Marvel NOW! Point One #1.NOW (marzec 2014) | Wielka Brytania, RPA            |
| Moon Knight: Lunatic                                        | Zeszyty Moon Knight (vol. 8) #1-5 (czerwiec-październik 2016) | Wielka Brytania, Niemcy         |
| New Avengers: Illuminati                                    | Zeszyty New Avengers: Illuminati (vol. 2) #1-5 (luty 2007-styczeń 2008) | Wielka Brytania, Niemcy         |
| Old Man Logan: Berserker                                    | Zeszyty Old Man Logan (vol. 2) #1-7 (marzec-sierpień 2016) | Wielka Brytania, Niemcy         |
| Old Man Logan: The Last Ronin                               | Zeszyty Old Man Logan (vol. 2) #8-13 (wrzesień 2016-styczeń 2017) | Wielka Brytania, Niemcy         |
| Onslaught Saga, Part 1                                      | Zeszyty X-Men (vol. 2) #53-54 (czerwiec-lipiec 1996), X-Men: Onslaught (sierpień 1996), Uncanny X-Men (vol. 1) #334-335 (sierpień-wrzesień 1996), Avengers (vol. 1) #401 (sierpień 1996) oraz Fantastic Four (vol. 1) #415 (sierpień 1996) | Wielka Brytania, Niemcy         |
| Onslaught Saga, Part 2                                      | Zeszyty Cable (vol. 1) #34 (sierpień 1996), Incredible Hulk (vol. 1) #444 (sierpień 1996), Wolverine (vol. 2) #104 (sierpień 1996), X-Factor (vol. 1) #125-126 (sierpień-wrzesień 1996), The Amazing Spider-Man (vol. 1) #415 (wrzesień 1996), Green Goblin #12 (wrzesień 1996), Spider-Man (vol. 1) #72 (wrzesień 1996), oraz fragmenty z Excalibur (vol. 1) #100 (sierpień 1996) i Sensational Spider-Man (vol. 1) #8 (wrzesień 1996)                             | Wielka Brytania, Niemcy         |
| Onslaught Saga, Part 3                                      | Zeszyty X-Man #18-19 (sierpień-wrzesień 1996), X-Force (vol. 1) #57-58 (sierpień-wrzesień 1996), Punisher (vol. 3) #11 (wrzesień 1996), X-Men (vol. 2) #55 (sierpień 1996), Uncanny X-Men (vol. 1) #336 (wrzesień 1996), Cable (vol. 1) #35 (wrzesień 1996) oraz The Incredible Hulk (vol. 1) #445 (wrzesień 1996) | Wielka Brytania, Niemcy         |
| Onslaught Saga, Part 4                                      | Zeszyty Iron Man (vol. 1) #332 (wrzesień 1996), Avengers (vol. 1) #402 (wrzesień), Thor (vol. 1) #502 (wrzesień 1996), Wolverine (vol. 2) #105 (wrzesień 1996), Fantastic Four (vol. 1) #416 (wrzesień 1996), X-Men (vol. 2) #56 (wrzesień 1996) oraz Onslaught: Marvel Universe (październik 1996) | Wielka Brytania, Niemcy         |
| Peter Parker: The Spectacular Spider-Man: Into The Twilight | Zeszyty Peter Parker: The Spectacular Spider-Man #1-6 (sierpień 2017-styczeń 2018), Free Comic Book Day 2017: Secret Empire (maj 2017) | Wielka Brytania, Niemcy         |
| Peter Parker: The Spectacular Spider-Man: Amazing Fantasy   | Zeszyty Peter Parker: The Spectacular Spider-Man (vol. 1) #297-303 (styczeń-lipiec 2018) oraz Peter Parker: The Spectacular Spider-Man Annual #1 (sierpień 2018) | Wielka Brytania, Niemcy         |
| Secret Empire, Part 1                                       | Zeszyty Secret Empire #0-5 (czerwiec-sierpień 2017) oraz Free Comic Book Day: Secret Empire (maj 2017) | Wielka Brytania, Niemcy         |
| Secret Empire, Part 2                                       | Zeszyty Secret Empire #6-10 (wrzesień-październik 2017) and Secret Empire Omega #1 (listopad 2017) | Wielka Brytania, Niemcy         |
| Secret Wars, Part 1                                         | Zeszyty Secret Wars #0-4 (styczeń, czerwiec-wrzesień 2015) oraz Secret Wars Journal #1-2 (lipiec-sierpień 2015) | Wielka Brytania, Niemcy         |
| Secret Wars, Part 2                                         | Zeszyty Secret Wars #5-9 (październik 2015-marzec 2016) oraz Secret Wars Journal #3-5 (wrzesień-listopad 2015) | Wielka Brytania, Niemcy         |
| Spider-Gwen: Greater Power                                  | Zeszyty Spider-Gwen (vol. 2) #1-6 (grudzień 2015-maj 2016) | Wielka Brytania, Niemcy         |
| Spider-Man/Deadpool: Isn’t it Bromantic                     | Zeszyty Spider-Man/Deadpool #1-5, 8 (marzec-lipiec, październik 2016) | Wielka Brytania, Niemcy         |
| Spider-Women                                                | Zeszyty Spider-Women Alpha (czerwiec 2016), Silk (vol. 2) #7-8 (czerwiec-lipiec 2016), Spider-Gwen (vol. 2) #7-8 (czerwiec-lipiec 2016), Spider-Woman (vol. 6) #6-7 (czerwiec-lipiec 2016), Spider-Women Omega (sierpień 2016) | Wielka Brytania, Niemcy         |
| Time Runs Out, Part 1                                       | Zeszyty Avengers (vol. 5) #35-38 (listopad-styczeń 2015) oraz New Avengers (vol. 2) #24-27 (listopad-styczeń 2015) | Wielka Brytania, Niemcy         |
| Time Runs Out, Part 2                                       | Zeszyty Avengers (vol. 5) #39-41 (luty-kwiecień 2015) oraz New Avengers (vol. 2) #28-30 (luty-kwiecień 2015) | Wielka Brytania, Niemcy         |
| Time Runs Out, Part 3                                       | Zeszyty Avengers (vol. 5) #42-44 (maj-czerwiec 2015) oraz New Avengers (vol. 2) #31-33 (maj-czerwiec 2015) | Wielka Brytania, Niemcy         |
| Uncanny Avengers: The Red Shadow                            | Zeszyty Uncanny Avengers #1-5 (grudzień 2012-maj 2013) | Wielka Brytania, RPA            |
| All-New Wolverine: The Four Sisters                         | Zeszyty All-New Wolverine #1-6 (styczeń-maj 2016) | Wielka Brytania, Niemcy         |
| Venom: Lethal Protector                                     | Zeszyty Venom (vol. 1) #150-158 (maj-listopad 2017) | Wielka Brytania, Niemcy         |
| Vision: Little Worse Than A Man                             | Zeszyty The Vision (vol. 2) #1-6 (styczeń-czerwiec 2016) | Wielka Brytania, Niemcy         |
| Vision: Little Better Than A Beast                          | Zeszyty The Vision (vol. 2) #7-12 (lipiec-grudzień 2016) | Wielka Brytania, Niemcy         |

## Zmieniona okładka
Tomy, które w Niemczech ukazały się ze zmienioną okładką, to:
- Astonishing X-Men: Obdarowani[6]
- Thor: Ostatni Wiking[7]
- Oblężenie[8]
- Sam Strach[9].

W Polsce jedynie w Oblężeniu zmieniono okładkę – obniżono rysunek w celu schowania Lokiego i Normana Osborna, ponieważ w oryginalnym wydaniu znajdują się jedynie połowy ich głów.
Początkowo okładka X-Mena: Zmierzchu Mutantów miała pochodzić z #52, jednak użyto grafiki z #58, lecz trochę ją zmodyfikowano.
W Brazylii zmieniono okładkę Venoma z #2 na #1.

## Komiksy z WKKM wydane w Polsce już wcześniej
| Tytuł                                         | Zawartość |
| --------------------------------------------- | --- |
| TM-SEMIC/FUN-MEDIA                            | |
| The Amazing Spider-Man: Birth of Venom        | Fragment, zeszyty Spider-Man #5, 9-10 (listopad 1990, marzec-kwiecień 1991)                                                                                         |
| Uncanny X-Men: Dark Phoenix                   | Całość, zeszyty X-Men #1-4 (maj-listopad 1992), fragment z X-Men #5 (luty 1993)                                                                                     |
| The Amazing Spider-Man: Kraven’s Last Hunt    | Całość, zeszyty Spider-Man #43-45 (styczeń-marzec 1994) |
| Weapon X                                      | Całość, zeszyt Mega Marvel #5 (październik 1994) |
| Ultimate Spider-Man: Power and Responsibility | Fragment, zeszyty Ultimate Spider-Man #1-7 (marzec-październik 2002, luty 2003) (pierwszy zeszyt wydania Fun-Media jest rozbity na dwa, brakuje ostatniego zeszytu) |
| EGMONT                                        | |
| Wolverine                                     | Całość, wydanie zbiorcze (styczeń 2004) |
| Daredevil: Guardian Devil                     | Całość, dwuczęściowe wydanie zbiorcze (lipiec, październik 2004) |
| The Ultimates: Super-Human                    | Całość, dwuczęściowe wydanie zbiorcze (luty, maj 2004) |
| Marvel 1602                                   | Całość, dwuczęściowe wydanie zbiorcze (sierpień, grudzień 2004) |
| Eternals                                      | Całość, wydanie zbiorcze (grudzień 2008) |
| Avengers: Avengers World                      | Całość, tom Avengers #1 (lipiec 2015) |
| New Avengers: Everything Dies                 | Całość, tom New Avengers #1 (sierpień 2015) |
| Superior Spider-Man: My Own Worst Enemy       | Całość, tomy Superior Spider-Man #1-2 (wrzesień, grudzień 2015) |
| Thor: God of Thunder - The God Butcher        | Całość, tom Thor Gromowładny #1 (lipiec 2016) |
| Thor: The Goddess of Thunder                  | Całość, tom Thor Gromomwładna #1 (marzec 2018) |
| Infinity, Part 1                              | Całość, wydanie zbiorcze Infinity (październik 2016), tom Avengers #4 (październik 2016), tom New Avengers #2 (październik 2016)                                    |
| Infinity, Part 2                              | Całość, wydanie zbiorcze Infinity (październik 2016), tom Avengers #4 (październik 2016), tom New Avengers #2 (październik 2016)                                    |
| Original Sin, Part 1                          | Fragment, wydanie zbiorcze (sierpień 2017) (brak Original Sins oraz Original Sin: Annual w wydaniu Egmont)                                                          |
| Original Sin, Part 2                          | Fragment, wydanie zbiorcze (sierpień 2017) (brak Original Sins oraz Original Sin: Annual w wydaniu Egmont)                                                          |
| Death of Wolverine                            | Całość, wydanie zbiorcze (grudzień 2017) |
| Guardians of the Galaxy: Cosmic Avengers      | Całość, wydanie zbiorcze (sierpień 2015) |
| MANDRAGORA                                    | |
| Wolverine: Origin                             | Całość, zeszyty (wrzesień 2002-kwiecień 2003), wydanie zbiorcze (wrzesień 2004)                                                                                     |
| The Punisher: Welcome Back, Frank, Part 1     | Całość, zeszyty (październik 2003-wrzesień 2005), wydanie zbiorcze (marzec 2006)                                                                                    |
| The Punisher: Welcome Back, Frank, Part 2     | Całość, zeszyty (październik 2003-wrzesień 2005), wydanie zbiorcze (marzec 2006)                                                                                    |
| Marvel Origins: The 60s                       | Fragment, fragmenty z Essential Daredevil #1 (luty 2006) oraz Essential Spider-Man #1 (sierpień 2006)                                                               |
| Uncanny X-Men: Second Genesis                 | Całość, fragment z Essential X-Men #1 (czerwiec 2006) |
| Marvel Origins: The 70s                       | Fragment, fragment z Essential Ghost Rider #1 (marzec 2007) |
| Marvel Horror                                 | Fragment, fragment z Essential Ghost Rider #1 (marzec 2007) |
| Uncanny X-Men: Dark Phoenix                   | Całość, fragment z Essential X-Men #2 (wrzesień 2007) |
| Uncanny X-Men: Days of Future Past            | Całość, fragment z Essential X-Men #2 (wrzesień 2007) |
| AXEL SPRINGER                                 | |
| New X-Men: E is for Extinction                | Całość, zeszyty "Dobry Komiks" #9, 15 (lipiec 2004, wrzesień 2004)                                                                                                  |
| New X-Men: Imperial                           | Fragment, zeszyty "Dobry Komiks" #21, 27 (październik, listopad 2004)                                                                                               |
| The Amazing Spider-Man: Coming Home           | Całość, zeszyty "Dobry Komiks" #18, 24A, 30 (wrzesień, listopad, grudzień 2004)                                                                                     |
| The Amazing Spider-Man: Revelations           | Fragment, zeszyty "Dobry Komiks" #33, 36 (luty, marzec 2005) |
| MUCHA COMICS                                  | |
| Astonishing X-Men: Gifted                     | Całość, wydanie zbiorcze (październik 2007) |
| Astonishing X-Men: Dangerous                  | Całość, wydanie zbiorcze (marzec 2008) |
| Marvels                                       | Całość, wydanie zbiorcze (październik 2009) |
| Avengers: Disassembled                        | Całość, wydanie zbiorcze (luty 2010) |
| Iron Man: The Five Nightmares                 | Całość, wydanie zbiorcze (maj 2010) |
| Secret War                                    | Całość, wydanie zbiorcze (sierpień 2010) |
| New Avengers: Breakout                        | Całość, wydanie zbiorcze (marzec 2011) |
| House of M                                    | Całość, wydanie zbiorcze (sierpień 2012) |
| Civil War                                     | Całość, wydanie zbiorcze (styczeń 2013) |
| HACHETTE                                      | |
| Punisher: Circle of Blood                     | Całość, tom 19 Superbohaterowie Marvela (wrzesień 2017) |

## Superbohaterowie Marvela
Superbohaterowie Marvela – druga, po Wielkiej Kolekcji Komiksów Marvela, kolekcja Hachette zbierająca komiksy Marvela. Różni się od pierwszej tym, że każdy tom poświęcony jest zupełnie innemu bohaterowi lub drużynie, a oprócz głównej historii przeważnie zawiera dodatek w postaci zeszytu lub zeszytów z wczesną historią bohatera lub drużyny. Na grzbiecie każdego tomu znajduje się fragment panoramy stworzonej przez Adiego Granova.
W grudniu 2013 kolekcja ruszyła w Anglii, w sierpniu 2016 w Czechach, a w styczniu 2017 w Polsce.
Kolekcja najpierw została przedłużona z początkowo planowanych 100 tomów do 120 tomów. Następnie, w 2021 roku, kolekcja została przedłużona o 8 tomów, poświęconych superzłoczyńcom.

### Lista tomów
| Tom | Bohater / drużyna                        | Tytuł głównej historii                                                                                               | Zawartość głównej historii | Tytuł dodatkowej historii | Zawartość dodatkowej historii | Data wydania |
| --- | ---------------------------------------- | --- | --- | --- | --- | ------------ |
| 1   | Spider-Man                               | Wszystkiego Najlepszego (Happy Birthday)                                                                             | Zeszyty The Amazing Spider-Man (vol. 2) #57-58 (październik-listopad 2003), The Amazing Spider-Man (vol. 1) #500-502 (grudzień 2003-luty 2004)                                                    | Spider-Man! Złowieszcza Szóstka (The Sinister Six) | Pojedyncza historia z Amazing Fantasy (vol.1) #15 (sierpień 1962) Zeszyt The Amazing Spider-Man Annual (vol.1) #1 (wrzesień 1964)                   | 04.01.2017   |
| 2   | Wolverine                                | Dorwać Mistique (Get Mystique)                                                                                       | Zeszyty Wolverine (vol. 3) #62-65 (kwiecień-lipiec 2008) | Panie i Panowie... Oto Wolverine! (And Now... The Wolverine) | Zeszyt Incredible Hulk (vol. 1) #181 (listopad 1974)                                                                                                | 18.01.2017   |
| 3   | Iron Man                                 | Ja i Iron Man (Mask in the Iron Man)                                                                                 | Zeszyty Iron Man (vol. 3) #½, 26-30 (marzec-lipiec 2000) | Narodziny Iron Mana (Iron Man is Born) | Pojedyncza historia z Tales of Suspense (vol. 1) #39 (marzec 1963)                                                                                  | 01.02.2017   |
| 4   | Kapitan Ameryka                          | Wojna i Pamięć (War and Remembrance)                                                                                 | Zeszyty Captain America (vol. 1) #247-255 (lipiec 1980-marzec 1981) | Brak | Brak | 15.02.2017   |
| 5   | Hulk                                     | Psy Wojny (Dogs of War)                                                                                              | Zeszyty The Incredible Hulk (vol. 2) #12-20 (marzec-listopad 2000) | Brak | Brak | 01.03.2017   |
| 6   | Hawkeye                                  | Hawkeye | Zeszyty Hawkeye (vol. 1) #1-4 (wrzesień-grudzień 1983) | Hawkeye, łucznik wyborowy (Hawkeye, The Marksman) Wszystko się zmienia (The Old Order Changeth) | Pojedyncza historia z Tales of Suspense (vol. 1) #57 (wrzesień 1964) Zeszyt Avengers (vol. 1) #16 (maj 1965)                                        | 15.03.2017   |
| 7   | Avengers                                 | Ultron Bez Ograniczeń (Ultron Unlimited)                                                                             | Zeszyty Avengers (vol. 3) #0, #19-22 (sierpień-listopad 1999) | Nadejście Avengers (The Coming Of The Avengers) | Zeszyt Avengers (vol. 1) #1 (wrzesień 1963) | 29.03.2017   |
| 8   | Power Man                                | Miasto Bez Litości (Town Without Pity)                                                                               | Zeszyty New Avengers: Luke Cage #1-3 (czerwiec-sierpień 2010) | Śmiercionośna Nightshade (The Deadly Nightshade) | Zeszyty Power Man and Iron Fist (vol. 1) #50-53 (kwiecień-październik 1978)                                                                         | 12.04.2017   |
| 9   | Wojów trzech                             | Pieskie popołudnie (Dog Day Afternoon)                                                                               | Zeszyty Warriors Three #1-4 (styczeń-kwiecień 2011) | Zaklęcie w Kozła (How You Gonna Keep ’Em Down on the Farm After They’ve Seen Asgard?) | Zeszyty Marvel Fanfare (vol. 1) #34-37 (wrzesień 1987-kwiecień 1988)                                                                                | 26.04.2017   |
| 10  | Kapitan Marvel                           | Kapitan Marvel Uwolniony (Captain Marvel Unchained!)                                                                 | Zeszyty Captain Marvel (vol. 1) #17-23 (październik 1969-listopad 1972) | Mroczne Zakątki (The Dark Corners!) | Zeszyty Marvel Spotlight (vol. 2) #1-2 (lipiec-wrzesień 1979)                                                                                       | 10.05.2017   |
| 11  | Fantastyczna Czwórka                     | Obalić Dooma (The Overthrow of Doom)                                                                                 | Zeszyty Fantastic Four (vol. 1) #192-200 (marzec-listopad 1978) | Brak | Brak | 24.05.2017   |
| 12  | X-Men                                    | Sezon Pierwszy (Season One)                                                                                          | Powieść graficzna X-Men: Season One (marzec 2012) | Bóg kocha, człowiek zabija (God Loves, Man Kills) | Zeszyt Marvel Graphic Novel #5 (luty 1983) | 07.06.2017   |
| 13  | Strażnicy Galaktyki                      | Spuścizna (Legacy)                                                                                                   | Zeszyty Guardians of the Galaxy (vol. 2) #1-6 (lipiec-grudzień 2008) | Grom w XXXI wieku! (Thunder in the 31st Century!) | Zeszyt Thor Annual (vol. 1) #6 (grudzień 1977) | 21.06.2017   |
| 14  | Ludzka Pochodnia (Jim Hammond)           | Pochodnia (The Torch)                                                                                                | Zeszyty The Torch #1-8 (listopad 2009-czerwiec 2010) | Brak | Brak | 05.07.2017   |
| 15  | Vision                                   | Jestem wizją jutra (Yesterday and Tomorrow)                                                                          | Zeszyty Avengers Icons: Vision #1-4 (październik 2002-styczeń 2003) | Przed Wami... Vision (Behold... The Vision) | Zeszyty Avengers (vol. 1) #57-58 (październik-listopad 1968)                                                                                        | 19.07.2017   |
| 16  | Falcon                                   | Zwycięzcy i przegrani (Winners and Losers!)                                                                          | Zeszyty Falcon (vol. 1) #1-4 (listopad 1983-luty 1984) | Nadejście Falcona (The Coming of the Falcon) | Zeszyty Captain America (vol. 1) #117-119 (wrzesień-listopad 1969)                                                                                  | 02.08.2017   |
| 17  | Deadpool                                 | Królowie Samobójców (Suicide Kings)                                                                                  | Zeszyty Deadpool: Suicide Kings #1-5 (czerwiec-październik 2009) | Początek końca (The Beginning of the End) | Zeszyt New Mutants (vol. 1) #98 (luty 1991) | 16.08.2017   |
| 18  | Walkiria                                 | Za Walkirion (Doom Maidens)                                                                                          | Zeszyty Fearless Defenders #1-6 (kwiecień-wrzesień 2013) | Brak | Brak | 30.08.2017   |
| 19  | Punisher                                 | Krąg Krwi (Circle of Blood)                                                                                          | Zeszyty Punisher (vol. 1) #1-5 (styczeń-maj 1986) | Punisher uderza dwa razy! (The Punisher Strikes Twice!) | Zeszyt The Amazing Spider-Man (vol. 1) #129 (luty 1974)                                                                                             | 13.09.2017   |
| 20  | Nick Fury                                | Sekretni Wojownicy (Nick Fury, Agent of Nothing)                                                                     | Zeszyty Secret Warrios (vol. 1) #1-6 (kwiecień-wrzesień 2009) | Siedmiu przeciwko Nazistom! (Seven Against the Nazis!) | Zeszyt Sgt. Fury and His Howling Commandos (vol. 1) #1 (maj 1963)                                                                                   | 27.09.2017   |
| 21  | Czarna Pantera                           | Zobaczyć Wakandę i umrzeć (See Wakanda and Die)                                                                      | Zeszyty Black Panther (vol. 4) #39-41 (wrzesień-listopad 2008) | Czarna Pantera! (The Black Panther!) | Zeszyt Fantastic Four (vol. 1) #52-53 (lipiec-sierpień 1966)                                                                                        | 11.10.2017   |
| 22  | Mockingbird                              | Spotkanie po latach (The Reunion)                                                                                    | Zeszyty New Avengers: The Reunion #1-4 (maj-sierpień 2009) | ...I nie zaśpiewa ptak! (...And No Birds Sing!) | Zeszyt Marvel Team-Up (vol. 1) #95 (lipiec 1980) | 25.10.2017   |
| 23  | Defenders                                | Nie do obronienia (Indefensible)                                                                                     | Zeszyty Defenders (vol. 3) #1-5 (wrzesień 2005-styczeń 2006) | Brak | Brak | 8.11.2017    |
| 24  | Daredevil                                | Człowiek nieznający strachu (The Man Without Fear)                                                                   | Zeszyty Daredevil: The Man Without Fear #1-5 (październik 1993-luty 1994) | Daredevil - Geneza (The Origin of Daredevil) | Zeszyt Daredevil (vol. 1) #1 (kwiecień 1964) | 22.11.2017   |
| 25  | Dr Strange                               | W Mroczny Wymiar (Into the Dark Dimension)                                                                           | Zeszyty Doctor Strange (vol. 2) #68-74 (grudzień 1984-grudzień 1985) | Dr Strange, Mistrz Czarnej Magii! (Dr. Strange, Master of Black Magic!) | Pojedyncza historia z Strange Tales (vol. 1) #110 (lipiec 1963)                                                                                     | 06.12.2017   |
| 26  | Scarlet Witch                            | Mroczne Wizje (Vision Quest/Darker Than Scarlet)                                                                     | Zeszyty Avengers: West Coast (vol. 2) #47-52 (sierpień-grudzień 1989) | Bractwo Złych Mutantów! (The Brotherhood of Evil Mutants!) | Zeszyt X-Men (vol. 1) #4 (marzec 1964) | 20.12.2017   |
| 27  | Machine Man                              | Co jeśli... On żyje?! (Machine Man 2020)                                                                             | Zeszyty Machine Man (vol. 2) #1-4 (październik 1984-styczeń 1985) | Ścigany (Machine Man/House of Nightmares) Sen robota (This Evil Returning...!/And One Shall Die...!) | Zeszyty Machine Man (vol. 1) #1 (kwiecień 1978) Zeszyty Marvel Two-In-One (vol. 1) #92-93 (październik-listopad 1982)                               | 03.01.2018   |
| 28  | Blade                                    | Znów Nieumarły (Undead Again)                                                                                        | Zeszyty Blade (vol. 5) #1-6 (listopad 2006-kwiecień 2007) | Oto... Blade! (His Name Is... Blade!) | Zeszyt Tomb of Dracula (vol. 1) #10 (lipiec 1973)                                                                                                   | 17.01.2018   |
| 29  | Inhumans                                 | Tajna Inwazja Inhumans (Secret Invasion: Inhumans)                                                                   | Zeszyty Secret Invasion: Inhumans #1-4 (październik 2008-styczeń 2009) | Geneza Niezrównanych Inhumans (The Origin of... the Incomparable Inhumans!) | Zeszyty Thor (vol. 1) #146-147 (listopad-grudzień 1967)                                                                                             | 31.01.2018   |
| 30  | Beast                                    | Niezwykłe przygody (Amazing Adventures) Za granicą czai się śmierć (Beyond the Border Lurks Death!)                  | Zeszyty Amazing Adventures (vol. 2) #11-16 (marzec 1972-styczeń 1973) Zeszyt The Incredible Hulk (vol. 1) #161 (marzec 1973)                                                                      | Brak | Brak | 14.02.2018   |
| 31  | Thor                                     | Thor kontra Ragnarok (Ragnarok)                                                                                      | Zeszyty Thor (vol. 2) #80-85 (sierpień-grudzień 2004) | Thor i Kamienni Ludzie z Saturna (Thor the Mighty and the Stone Men from Saturn!) | Zeszyt Journey into Mystery (vol. 1) #83 (sierpień 1962)                                                                                            | 28.02.2018   |
| 32  | Shang-Chi                                | Pajęcza Wyspa: Śmiercionośne ręce Kung-Fu (Spider-Island: Deadly Hands of Kung Fu)                                   | Zeszyty Spider-Island: Deadly Hands of Kung Fu #1-3 (październik-grudzień 2011) | Śmiercionośne ręce Kung-Fu: Wprost z przeszłości (Deadly Hands of Kung Fu: Out of the Past) | Zeszyty Deadly Hands of Kung Fu (vol. 2) #1-4 (lipiec-październik 2014)                                                                             | 14.03.2018   |
| 33  | Warlock                                  | Warlock i Straż Nieskończoności (Warlock and the Infinity Watch)                                                     | Zeszyty Warlock and the Infinity Watch #1-6 (luty-lipiec 1992) | A ludzie go nazwą... Warlockiem (And Men Shall Call Him... Warlock) | Zeszyty Marvel Premiere #1-2 (kwiecień-maj 1972) | 28.03.2018   |
| 34  | Hank Pym                                 | Najpotężniejsi na Ziemi (Earth's Mightiest)                                                                          | Zeszyty Mighty Avengers (vol. 1) #21-26 (marzec-sierpień 2009) | Człowiek w mrowisku (The Man in the Ant Hill!) | Zeszyty Tales to Astonish (vol.1) #27, 35 (styczeń, wrzesień 1962)                                                                                  | 11.04.2018   |
| 35  | Herkules                                 | Bogowie Brooklynu (Gods of Brooklyn)                                                                                 | Zeszyty Fear Itself: Herc #1-6 (czerwiec-październik 2011) | Starcie tytanów (When Titans Clash...) | Zeszyt Journey into Mystery Annual (vol. 1) #1 (październik 1965)                                                                                   | 25.04.2018   |
| 36  | Wasp                                     | Oblężeni (Under Siege)                                                                                               | Zeszyty Avengers (vol. 1) #271, 273-278 (wrzesień, listopad 1986-kwiecień 1987) | Stwór z kosmosu (The Creature from Kosmos) | Zeszyt Tales To Astonish (vol. 1) #44 (czerwiec 1963)                                                                                               | 09.05.2018   |
| 37  | Ghost Rider                              | Zaklęty krąg (Vicious Cycle)                                                                                         | Zeszyty Ghost Rider (vol. 6) #1-7 (wrzesień 2006-luty 2007) | Narodziny jeźdźca (Ghost Rider) | Zeszyt Marvel Spotlight (vol. 1) #5 (czerwiec 1972)                                                                                                 | 23.05.2018   |
| 38  | Wonder Man                               | Wonder Man i Beast (Avengers Two: Wonder Man & Beast)                                                                | Zeszyty Avengers Two: Wonder Man i Beast #1-3 (maj-lipiec 2000) | Nadchodzi... Wonder Man! (The Coming of the... Wonder Man!) Starcie w szeregach Avengers! (When Avengers Clash...) | Zeszyt Avengers (vol. 1) #9 (październik 1964) Zeszyty Avengers (vol. 1) #158-160 (kwiecień-czerwiec 1977)                                          | 06.06.2018   |
| 39  | Silver Surfer                            | Próba Heroldów (The Herald Ordeal)                                                                                   | Zeszyty Silver Surfer (vol 3.) #70-75 (sierpień-grudzień 1992) | Geneza Silver Surfera (Origin of the Silver Surfer!) | Zeszyt Silver Surfer (vol. 1) #1 (sierpień 1968) | 20.06.2018   |
| 40  | Elektra                                  | Saga o Elektrze (Elektra Saga)                                                                                       | Zeszyty Daredevil (vol. 1) #168, 174-181 (styczeń 1981, wrzesień 1981-kwiecień 1982) | Brak | Brak | 04.07.2018   |
| 41  | Black Knight                             | Państwo Wampiryczne (Vampire State)                                                                                  | Zeszyty Captain Britain & MI:13: Vampire State #10-15 (maj 2008-lipiec 2009) | Magneto kroczy po Ziemi (Magneto Walks the Earth) | Zeszyty Avengers (vol. 1) #47-48 (grudzień 1967-styczeń 1968)                                                                                       | 18.07.2018   |
| 42  | Moon Knight                              | Z zaświatów (From the Dead)                                                                                          | Zeszyty Moon Knight (vol. 7) #1-6 (maj-październik 2014) | Łowca zwany Moon Knightem! (The Stalker Called Moon Knight!) | Zeszyt Werewolf by Night (vol. 1) #32 (sierpień 1975)                                                                                               | 01.08.2018   |
| 43  | Star Lord                                | Anihilacja: Podbój - Star Lord (Annihilation: Conquest - Star Lord)                                                  | Zeszyty Annihilation: Conquest - Star-Lord #1-4 (wrzesień-grudzień 2007) | Bezkrólewie (Starlord First House: Earth!) | Zeszyty Marvel Preview #4, 11 (styczeń 1976, czerwiec 1977)                                                                                         | 15.08.2018   |
| 44  | Szop Rocket                              | Strażnik Kluczowego Kwadrantu (Guardian of the Keystone Quadrant)                                                    | Zeszyty Rocket Racoon (vol. 1) #1-4 (maj-sierpień 1985) | Gdzieś pomiędzy Czarnymi Dziurami Wielkiego Syriusza żył sobie młodzian zwany Szopem Rocketem! (Now Somewhere In the Black Holes of Sirius Major There Lived a Young Boy Name of Rocket Raccoon!) Miecz w Gwiazdach! Strofa 2: Wiedźmoświat (The Sword in the Star! Stave 2: Witchworld!) | Zeszyt Incredible Hulk (vol. 1) #271 (maj 1982) Pojedyncza historia z Marvel Preview #7 (czerwiec 1976)                                             | 29.08.2018   |
| 45  | Kapitan Brytania                         | Działa Avalonu (Guns of Avalon)                                                                                      | Zeszyty Captain Britain & MI-13 #1-4 (lipiec-październik 2008) | Kapitan Brytania (Captain Britain) Murderworld | Zeszyty Captain Britain (vol .1) #1-2 (październik 1976) Zeszyty Marvel Team-Up (vol .1) #65-66 (styczeń-luty 1978)                                 | 12.09.2018   |
| 46  | Iron Fist                                | Opowieść ostatniego Iron Fista (Immortal Iron Fist: The Last Iron Fist Story)                                        | Zeszyty Immortal Iron Fist #1-6 (styczeń-lipiec 2007) | Wściekły Iron Fist! (The Fury of Iron Fist!) | Zeszyt Marvel Premiere #15 (maj 1974) | 26.09.2018   |
| 47  | Spider-Woman                             | Agentka SWORD (Agent of SWORD)                                                                                       | Zeszyty Spider-Woman (vol. 4) #1-7 (listopad 2009-maj 2010) | Mroczne przeznaczenie (Dark Destiny) | Zeszyt Marvel Spotlight (vol. 1) #32 (luty 1977) | 10.10.2018   |
| 48  | Ant-Man (Scott Lang)                     | Fantastyczny fałsz (Fantastic Faux)                                                                                  | Zeszyty FF (vol. 2) #1-7 (styczeń-lipiec 2013) | Ukraść Ant-Mana! (To Steal an Ant-Man!) | Zeszyty Marvel Premiere #47-48 (kwiecień-czerwiec 1979)                                                                                             | 24.10.2018   |
| 49  | She-Hulk                                 | Rewelacyjna She-Hulk (Sensational She-Hulk: From Savage to Sensational)                                              | Zeszyty Sensational She-Hulk #1-8 (maj-listopad 1989) | She-Hulk żyje! (The She-Hulk Lives) | Zeszyt Savage She-Hulk (vol.1) #1 (luty 1980) | 07.11.2018   |
| 50  | Cloak i Dagger                           | Cloak Dagger: Córka światła, Syn Ciemności (Cloak And Dagger: Child Of Darkness, Child Of Light)                     | Zeszyty Cloak & Dagger (vol. 1) #1-4 (październik 1983-styczeń 1984) | Cloak i Dagger (Cloak and Dagger!) | Zeszyt Peter Parker, The Spectacular Spider-Man #64 (marzec 1982)                                                                                   | 21.11.2018   |
| 51  | Carol Danvers (Ms Marvel/Kapitan Marvel) | Kapitan Marvel: W pogodni za lataniem (Captain Marvel: In Pursuit of Flight)                                         | Zeszyty Captain Marvel (vol. 7) #1-6 (wrzesień 2012-styczeń 2013) | Ms Marvel (This Woman, This Warrior!) | Zeszyty Ms. Marvel (vol. 1) #1-3 (styczeń-marzec 1977)                                                                                              | 05.12.2018   |
| 52  | War Machine                              | Żelazne serce (Iron Heart)                                                                                           | Zeszyty War Machine (vol. 2) #1-5 (luty-czerwiec 2009) | Dziedzictwo Iron Mana (Legacy of Iron) | Zeszyty Iron Man (vol. 1) #281-285 (czerwiec-październik 1992)                                                                                      | 19.12.2018   |
| 53  | Spider-Girl                              | Spuścizna (Spider-Girl: Legacy)                                                                                      | Zeszyty Spider-Girl (vol. 1) #1-7 (październik 1998-kwiecień 1999) oraz What If? (vol. 2) #105 (luty 1998)                                                                                        | Brak | Brak | 02.01.2019   |
| 54  | Marvel Boy                               | Marvel Boy | Zeszyty Marvel Boy (vol. 2) #1-6 (sierpień 2000-styczeń 2001) | Brak | Brak | 16.01.2019   |
| 55  | Sentry                                   | Sentry | Zeszyty Sentry #1-5 (lipiec-listopad 2000), Sentry: Fantastic Four (luty 2001), Sentry: Spider-Man (luty 2001), Sentry: Hulk (luty 2001), Sentry: X-Men (luty 2001), Sentry: The Void (luty 2001) | Brak | Brak | 30.01.2019   |
| 56  | Jessica Jones                            | Z powietrza/I żyli długo i szczęśliwie (Thin Air/Happily Ever After)                                                 | Zeszyty The Pulse #1-5 (kwiecień-listopad 2004) oraz New Avengers Annual #1 (vol. 1) (czerwiec 2006)                                                                                              | Brak | Brak | 13.02.2019   |
| 57  | Zimowy Żołnierz                          | Gorzki pochód (Winter Soldier: Bitter March)                                                                         | Zeszyty Winter Soldier: The Bitter March #1.NOW-5 (kwiecień-wrzesień 2014) | Wyścig z czasem (Captain America: Out of Time) | Zeszyty Captain America (vol. 5) #6 (czerwiec 2005)                                                                                                 | 27.02.2019   |
| 58  | Young Avengers                           | Young Avengers przedstawiają (Young Avengers Presents)                                                               | Zeszyty Young Avengers Presents (vol. 1) #1-6 (marzec-sierpień 2008) | Pomocnicy (Sidekicks) | Zeszyty Young Avengers (vol. 1) #1 (kwiecień 2005)                                                                                                  | 13.03.2019   |
| 59  | Nova                                     | Anihilacja: Nova (Annihilation: Nova)                                                                                | Zeszyty Annihilation: Nova #1-4 (czerwiec-wrzesień 2006) | Człowiek zwany... Novą! (The Man called Nova) | Zeszyty Nova (vol. 1) #1-4 (wrzesień-grudzień 1976)                                                                                                 | 27.03.2019   |
| 60  | Czarna Wdowa (Black Widow)               | Powrót do domu (Black Widow: Homecoming)                                                                             | Zeszyty Black Widow (vol. 3) #1-6 (listopad 2004-kwiecień 2005) | Crimson Dynamo uderza (The Crimson Dynamo Strikes) Strzeż się Czarnej Wdowy (Beware the Black Widow) | Zeszyt Tales of Suspense #52 (kwiecień 1964) Zeszyt The Amazing Spider-Man #86 (lipiec 1970)                                                        | 10.04.2019   |
| 61  | Generation X                             | Trzecia Generacja (Third Genesis)                                                                                    | Zeszyty Generation X (vol. 1) #1-6 (listopad 1994-sierpień 1995) | Brak | Brak | 24.04.2019   |
| 62  | Invaders                                 | Legion wolności (The Liberty Legion)                                                                                 | Zeszyty Invaders (vol. 1) #1-6 (sierpień 1975-maj 1976) oraz Marvel Premiere #29-30 (kwiecień-czerwiec 1976)                                                                                      | Invaders nadchodzą (The Coming of the Invaders) | Zeszyt Giant-Size Invaders #1 (czerwiec 1975) | 08.05.2019   |
| 63  | West Coast Avengers                      | Ultron na wolności (Ultron Unbound)                                                                                  | Zeszyty Avengers: West Coast #89-91 (grudzień 1992-luty 1993) | Avengers, Zbiórka! (West Coast Avengers: Avengers Assemble!) | Zeszyty West Coast Avengers (vol. 1) #1-4 (wrzesień-grudzień 1984)                                                                                  | 22.05.2019   |
| 64  | Czerwony Hulk (Red Hulk)                 | Hulk Arabii (Hulk of Arabia)                                                                                         | Zeszyty Hulk (vol. 2) #42-46 (październik 2011-luty 2012) | Kim jest Czerwony Hulk? (Who is the Red Hulk?) | Zeszyty Hulk (vol. 2) #22-24 (maj-czerwiec 2010) | 05.06.2019   |
| 65  | Runaways                                 | Duma i radość (Pride and joy)                                                                                        | Zeszyty Runaways (vol. 1) #1-6 (lipiec-listopad 2003) | Brak | Brak | 19.06.2019   |
| 66  | Stwór (Thing)                            | Projekt Pegasus (The Thing: The Pegasus Project)                                                                     | Zeszyty Marvel Two-in-One (vol. 1) #53-58 (lipiec-grudzień 1979), 60 (luty 1980); | Ten człowiek... Co za potwór! (This Man... This Monster!) | Zeszyty Fantastic Four (vol. 1) #51 (czerwiec 1966)                                                                                                 | 03.07.2019   |
| 67  | Namor                                    | Namor Sub-Mariner | Zeszyty Namor The Sub-Mariner (vol. 1) #1-9 (kwiecień-grudzień 1990) | Brak | Brak | 17.07.2019   |
| 68  | Avengers Academy                         | Akta osobowe (Permanent Record)                                                                                      | Zeszyty Avengers Academy (vol. 1) #1-6 (sierpień 2010-styczeń 2011) | Brak | Brak | 31.07.2019   |
| 69  | Great Lakes Avengers                     | Rozbiórka (Misassembled)                                                                                             | Zeszyty G.L.A. (vol. 1) #1-4 (czerwiec-wrzesień 2005) | Franczyza (Franchise) | Zeszyt West Coast Avengers (vol. 2) #46 (lipiec 1989)                                                                                               | 14.08.2019   |
| 70  | Pet Avengers                             | Lockjaw i Pet Avengers (Lockjaw and the Pet Avengers)                                                                | Zeszyty Lockjaw and the Pet Avengers (vol. 1) #1-4 (czerwiec-październik 2009) | Avengers vs. Pet Avengers | Zeszyty Avengers vs. Pet Avengers (vol. 1) #1-4 (grudzień 2010 - marzec 2011)                                                                       | 28.08.2019   |
| 71  | Profesor X                               | Saga o wyspie Muir (The Muir Island Saga)                                                                            | Zeszyty Uncanny X-Men (vol. 1) #278-280 (lipiec-wrzesień 1991) oraz X-Factor (vol. 1) #69-70 (sierpień-wrzesień 1991)                                                                             | Wojny Psi (Psi-War!) | Zeszyt Uncanny X-Men (vol. 1) #117 (styczeń 1979)                                                                                                   | 11.09.2019   |
| 72  | New Mutants                              | Saga o Niedźwiedziu Demonie (The Demon Bear Saga)                                                                    | Zeszyty New Mutants (vol.1) #18-21 (sierpień-listopad 1984) | Odnowienie (Renewal) | Zeszyt Marvel Graphic Novel (vol. 1) #4 (listopad 1982)                                                                                             | 25.09.2019   |
| 73  | Union Jack                               | Tradycja, Wiara i Przeznaczenie (Tradition, Faith and Fate)                                                          | Zeszyty Union Jack (vol. 1) #1-3 (grudzień 1998-luty 1999) | Londyn upada (London Falling) | Zeszyty Union Jack (vol. 2) #1-4 (listopad 2006-luty 2007)                                                                                          | 09.10.2019   |
| 74  | Spider-Man 2099                          | Zagubiony w czasie (Out of time)                                                                                     | Zeszyty Spider-Man 2099 (vol. 2) #1-4 (wrzesień-grudzień 2014) | Bez ryzyka nie ma zabawy (Nothing Ventured..., Nothing Gained) | Zeszyty Spider-Man 2099 (vol. 1) #1-3 (listopad 1992-styczeń 1993)                                                                                  | 23.10.2019   |
| 75  | New Warriors                             | Początki (From the Ground Up!)                                                                                       | Zeszyty New Warriors (vol. 1) # 1-6 (lipiec-grudzień 1990) | Starcie z Juggernautem (The Gentleman's Name is Juggernaut!) | Zeszyty The Mighty Thor (vol. 1) #411-412 (grudzień 1989)                                                                                           | 06.11.2019   |
| 76  | Excalibur                                | Miecz został wyciągnięty (The Sword is Drawn!)                                                                       | Zeszyty Excalibur (vol. 1) #1-5 (październik 1988-luty1989) oraz Excalibur Special #1 (kwiecień 1998)                                                                                             | Brak | Brak | 20.11.2019   |
| 77  | Venom (Flash Thompson)                   | Toksyczna zemsta! (Toxin with a Vengeance!)                                                                          | Zeszyty Venom (vol. 2) #31-35 (luty-maj 2013) | Flashbacki (Flashbacks!) Projekt Odrodzenie 2.0 (Project Rebirth 2.0) | Zeszyty Amazing Spider-Man (vol. 1) #574 (październik 2008) oraz Venom (vol. 2) #1 (marzec 2011)                                                    | 04.12.2019   |
| 78  | Alpha Flight                             | Drugi lot Alpha Flight (Alpha Flight)                                                                                | Zeszyty Alpha Flight (vol. 1) #1-6 (sierpień 1983-luty 1984) oraz fragmenty z Alpha Flight (vol. 1) #7-8 (luty-marzec 1984)                                                                       | Poszukiwany żywy lub martwy: Wolverine! (Wanted: Wolverine! Dead or Alive!) | Zeszyt X-Men (vol. 1) #120 (kwiecień 1979) | 18.12.2019   |
| 79  | Miles Morales, Ultimate Spider-Man       | Spider-Man spotyka... Spidermana! (Spider-Men)                                                                       | Zeszyty Ultimate Fallout #4 (październik 2011), All-New Ultimate Ultimate Comics Spider-Man #1 (listopad 2011) oraz Spider-Men #1-5 (sierpień-listopad 2012)                                      | Brak | Brak | 01.01.2020   |
| 80  | Scarlet Spider (Ben Reilly)              | Spider-Man: Odkupienie (Spider-Man: Redemption) Noc Goblina! (Peter Parker: Spider-Man. The Night of the Goblin!)    | Zeszyty Spider-Man: Redemption (vol. 1) #1-4 (wrzesień-grudzień 1996), Peter Parker: Spider-Man (vol. 1) #75 (grudzień 1996)                                                                      | Nawet jeśli przeżyję, umrę (Even If I Live, I Die) | Zeszyt Amazing Spider-Man (vol. 1) #149 (październik 1975)                                                                                          | 15.01.2020   |
| 81  | Quasar (Wendell Vaughn)                  | Saga o Quasarze (Quasar)                                                                                             | Zeszty Quasar (vol. 1) #1-9 (październik 1989-kwiecień 1990) | Brak | Brak | 29.01.2020   |
| 82  | Thunderbolts                             | Sprawiedliwość... niczym grom! (Justice... Like Lightning!) Powstanie Thunderbolts (The Origin of the Thunderbolts!) | Zeszyty Thunderbolts (vol. 1) #1-5 (kwiecień-sierpień 1997), Thunderbolts Annual (vol. 1) #1997 (sierpień 1997)                                                                                   | Brakoow | Zeszyt Incredible Hulk (vol. 1) #449 (styczeń 1997)                                                                                                 | 12.02.2020   |
| 83  | Beta Bill Ray                            | Stormbreaker: Saga o Beta Ray Billu (Stormbreaker: The Saga of Beta Ray Bill)                                        | Zeszyty Stormbreaker: The Saga of Beta Ray Bill #1-6 (marzec-sierpień 2005) | Głupiec i jego młot... (A Fool and His Hammer...) | Zeszyty The Mighty Thor (vol. 1) #337-338 (listopad-grudzień 1983)                                                                                  | 26.02.2020   |
| 84  | Squirrel Girl                            | Wiewiórcza siła (Squirrel Power)                                                                                     | Zeszyty Unbeatable Squirrel Girl (vol. 1) #1-5 (marzec-lipiec 2015) | Wejście Wiewióry (The Coming of... Squirrel Girl!) | Pojedyncza historia z Marvel Super-Heroes (vol. 2) #8 (grudzień 1991)                                                                               | 11.03.2020   |
| 85  | Totalnie Odlotowy Hulk                   | Twoja kolej, Cho! (Cho Time)                                                                                         | Zeszyty Totally Awesome Hulk #1-6 (luty-lipiec 2016) | Mistrz Excello (Mastermind Excello) | Pojedyncza historia z Amazing Fantasy (vol. 2) #15 (styczeń 2006)                                                                                   | 25.03.2020   |
| 86  | Riri Williams (Ironheart)                | Riri Williams (Invincible Iron Man: Ironheart)                                                                       | Zeszyty Invincible Iron Man (vol. 4) #1-5 (styczeń-maj 2017) | Młoda geniuszka (Introducing... (Okay, she doesn’t have a hero name -- she’s working on it!)) | Zeszyty Invincible Iron Man (vol. 3) #7-14 (maj-grudzień 2016)                                                                                      | 08.04.2020   |
| 87  | Loki                                     | Bracia Krwi (Loki)                                                                                                   | Zeszyty Loki (vol. 1) #1-4 (wrzesień-listopad 2004) | W potrzasku Lokiego, Boga Oszustw! (Trapped by Loki, The God of Mischief) | Pojedyncza historia z Journey into Mystery (vol. 1) #85 (październik 1962)                                                                          | 22.04.2020   |
| 88  | X-23                                     | Utracona niewinność (Innocence Lost)                                                                                 | Zeszyty X-23 (vol. 1) #1-6 (marzec-czerwiec 2005) | Brak | Brak | 06.05.2020   |
| 89  | Angela                                   | Angela: Zabójczyni Asgardu (Angela: Asgard’s Assassin)                                                               | Zeszyty Guardians of the Galaxy (vol. 3) #5-6 (wrzesień, listopad 2013) oraz Angela: Asgard’s Assassin #1-6 (luty-lipiec 2015)                                                                    | Brak | Brak | 20.05.2020   |
| 90  | Killraven                                | Killraven | Zeszyty Killraven (vol. 2) #1-6 (grudzień 2002-maj 2003) | Wojna światów (The War of the Worlds!) | Zeszyty Amazing Adventures (vol. 2) #18 (maj-czerwiec 1973)                                                                                         | 03.06.2020   |
| 91  | Cable                                    | Dziecko wojny (War Baby)                                                                                             | Zeszyty Cable (vol. 2) #1-5 (maj-wrzesień 2008) | Demonstracja siły (A Show of Power!) | Zeszyt New Mutants (vol. 1) #87 (marzec 1990) | 17.06.2020   |
| 92  | Deathlok                                 | Koszmar Michaela Collinsa (The Living Nightmare Of Michael Collins)                                                  | Zeszyty Deathlok (vol. 1) #1-4 (lipiec-październik 1990) | Szał zimnego rycerza (A Cold Knight’s Frenzy) | Pojedyncza historia z Astonishing Tales (vol. 1) #25 (sierpień 1974)                                                                                | 01.07.2020   |
| 93  | Secret Avengers                          | Przeprowadź misję, nie daj się zobaczyć, ocal świat (Run the Mission, Don’t Get Seen, Save the World)                | Zeszyty Secret Avengers (vol. 1) #16-20 (październik 2011-luty 2012) | Sekretne historie (Secret Histories) | Zeszyt Secret Avengers (vol. 1) #1 (lipiec 2010) | 15.07.2020   |
| 94  | Nova (Sam Alexander                      | Martwy Korpus Nova (Nova Corpse)                                                                                     | Zeszyty Nova (vol. 5) #11-16 (luty-czerwiec 2014) | Pochodzenie (Nova/Chapter 2: Believe) | Zeszyty Nova (vol. 5) #1-2 (kwiecień-maj 2013) | 29.07.2020   |
| 95  | Nick Fury Jr.                            | Zaduma (Reverie) | Pojedyncza historia z Marvel Now! Point One #1 (grudzień 2012) oraz zeszyty Secret Avengers (vol. 2) #1-5 (luty-czerwiec 2013)                                                                    | Bitewne blizny (Battle Scars) | Zeszyt Battle Scars #1 (styczeń 2012) | 12.08.2020   |
| 96  | Angel                                    | Psylocke i Archangel: Karmazynowy świt (Psylocke and Archangel: Crimson Dawn)                                        | Zeszyty Psylocke and Archangel: Crimson Dawn #1-4 (sierpień-listopad 1997) | Anioł za milion dolarów (The Million Dollar Angel) | Pojedyncze historie z X-Men (vol. 1) #54-56 (marzec-kwiecień 1969)                                                                                  | 26.08.2020   |
| 97  | Niewidzialna Kobieta                     | Widoczne zmiany (With Malice Towards All!)                                                                           | Zeszyty Fantastic Four (vol. 1) #280-284 (lipiec-listopad 1985) | Brak | Brak | 09.09.2020   |
| 98  | Agent Coulson                            | Pociski idealne (Perfect Bullets)                                                                                    | Zeszyty S.H.I.E.L.D. (vol. 3) #1-6 (grudzień 2014-lipiec 2015) | Brak | Brak | 23.09.2020   |
| 99  | Quicksilver                              | Oblężenie Wundagore (The Siege of Wundagore)                                                                         | Zeszyty Quicksilver # 1113 (wrzesień-listopad 1998), Heroes for Hire (vol. 1) #15-16 (wrzesień-październik 1998) oraz Heroes for Hire/Quicksilver Annual ’98 (październik 1998)                   | Brak | Brak | 07.10.2020   |
| 100 | Mister Fantastic                         | Sensytywny (Sentient)                                                                                                | Zeszyty Fantastic Four (vol. 3) #60-64 (październik 2002-luty 2003) | Fantastyczna czwórka (The Fantastic Four) | Zeszyt Fantastic Four (vol. 1) #1 (listopad 1961)                                                                                                   | 21.10.2020   |
| 101 | Superior Spider-Man                      | Versus Braterska rywalizacja (Sibling Rivalry)                                                                       | Zeszyty Superior Spider-Man Team-Up #1-4 (wrzesień-grudzień 2013), Scarlet Spider (vol. 2) #20 (sierpień 2013)                                                                                    | Mój własny najgorszy wróg (My Own Worst Enemy) | Zeszyt Superior Spider-Man #1 (marzec 2013) | 04.11.2020   |
| 102 | Jean Grey                                | Weselne Dzwony (The Ties That Bind) Przygody Cyclopsa i Phoenix (Adventures of Cyclops and Phoenix)                  | Zeszyty X-Men (vol. 2) #30 (marzec 1994), The Adventures of Cyclops and Phoenix #1-4 (maj-sierpień 1994)                                                                                          | Geneza Jean Grey (X-Men Origins: Jean Grey) | Zeszyt X-Men Origins: Jean Grey (październik 2008)                                                                                                  | 18.11.2020   |
| 103 | Cyclops                                  | Odyseja (Cyclops: Odyssey)                                                                                           | Zeszyty Marvel Icons: Cyclops #1-4 (wrzesień-grudzień 2001) | Cyclops: Geneza (Eyes Wide) | Zeszyt X-Men Origins: Cyclops #1 (styczeń 2010) | 02.12.2020   |
| 104 | Ludzka Pochodnia (Johnny Storm)          | Spalony, spalona (Burn)                                                                                              | Zeszyty Human Torch (vol. 2) #1-6 (czerwiec-listopad 2006) | Brak | Brak | 16.12.2020   |
| 105 | Ms. Marvel (Kamala Khan)                 | Czynnik gojący (Healing Factor) Pokolenie Czemu (Generation Why)                                                     | Zeszyty Ms. Marvel (vol. 3) #6-11 (lipiec 2014-luty 2015) | Wysypisko i metamorfoza (Meta Morphosis) | Ms. Marvel (vol. 3) #1 (luty 2014) | 30.12.2020   |
| 106 | Banshee                                  | Przymierze Phalanxów: Następne pokolenie (Generation Next)                                                           | Zeszyty X-Men (vol. 2) #36-37, Uncanny X-Men (vol. 1) #316-317 (wrzesień-październik 1994) | Krzyk Banshee! (The Wail of the Banshee!) | X-Men (vol. 1) #28 (styczeń 1967) | 13.01.2021   |
| 107 | Multiple Man (Jamie Madrox)              | Madrox: Wybór wielokrotny (Multiple Choice)                                                                          | Zeszyty Madrox (vol.1) #1-5 (listopad 2004-marzec 2005) | Madrox - Multiple Man! | Zeszyt Giant-Size Fantastic Four (vol.1) #4 (luty 1975)                                                                                             | 27.01.2021   |
| 108 | Silk                                     | Życie i czasy Cindy Moon (The Life and Times of Cindy Moon)                                                          | Zeszyty Silk (vol. 1) #1-7 (luty-wrzesień 2015) | Grzech pierworodny (Original Sin) | Zeszyt The Amazing Spider-Man (vol. 3) #4 (lipiec 2014)                                                                                             | 10.02.2021   |
| 109 | Storm                                    | X-Men: Dwa światy (X-Men: Worlds Apart)                                                                              | Zeszyty X-Men: Worlds Apart #1-4 (grudzień 2008-marzec 2009) | Życie/Śmierć I i II (Lifedeath) | Zeszyty Uncanny X-Men (vol. 1) #186, #198 (październik 1984, październik 1985)                                                                      | 24.02.2021   |
| 110 | Spider-Gwen                              | Electroversum (Web Warriors: Electroverse)                                                                           | Zeszyty Web Warriors #1-5 (styczeń-czerwiec 2016) | Gwen Stacy: Spider-Woman | Zeszyt Edge of Spider-Verse (vol. 1) #2 (listopad 2014)                                                                                             | 10.03.2021   |
| 111 | Kingpin                                  | Daredevil: Miłość i wojna (Daredevil: Love and War)                                                                  | Zeszyt Marvel Graphic Novel #24 (grudzień 1986) | Koniec ze Spider-Manem! (Spider-Man No More!) | Zeszyty The Amazing Spider-Man (vol. 1) #50-52 (lipiec-wrzesień 1967)                                                                               | 24.03.2021   |
| 112 | Iceman                                   | Operacja: Zero Tolerancji (Operation: Zero Tolerance)                                                                | Zeszyty X-Men (vol. 2) #66-69 (sierpień-listopad 1997) | Iceman: Geneza (The Icy Beginning!) | Zeszyty X-Men Origins: Iceman (listopad 2009) | 07.04.2021   |
| 113 | Niesławny Iron Man                       | Niesławny (Infamous)                                                                                                 | Zeszyty Infamous Iron Man (vol. 1) #1-6 (październik 2016-marzec 2017) | Brak | Brak | 21.04.2021   |
| 114 | Rogue                                    | Niezapomniany romans (An Affair to Remember)                                                                         | Zeszyty Rogue (vol. 1) #1-4 (styczeń-kwiecień 1985) | Zdradzona... przez przyjaciół! (By Friends... Betrayed!) Rogue | Zeszyty Avengers Annual (vol. 1) #10 (sierpień 1981) Uncanny X-Men (vol. 1) #171 (lipiec 1983)                                                      | 05.05.2021   |
| 115 | Gambit                                   | Złodziej w dobrym stylu (The Man of Steal)                                                                           | Zeszyty Gambit (vol. 3) #1-7 (luty-sierpień 1999) | Gambit | Zeszyt Uncanny X-Men (vol. 1) #266 (sierpień 1990)                                                                                                  | 19.05.2021   |
| 116 | Niewiarygodna Gwenpool                   | Uwierzcie w to (Believe It)                                                                                          | Zeszyty Unbelievable Gwenpool #1-6 (czerwiec-listopad 2016) | Dla ciebie „Pani Poole” (Ms. Poole if You're Nasty) | Zeszyty Howard the Duck (vol. 6) #1-3 (styczeń-marzec 2016)                                                                                         | 02.06.2021   |
| 117 | Colossus                                 | Bardzo niebezpieczna gra (A Most Dangerous Game) Colossus: Geneza (X-Men Origins: Colossus)                          | Zeszyty Colossus #1 (październik 1997) X-Men Origins: Colossus #1 (czerwiec 2008) | Niebezpieczna gra (The Trial of Colossus) | Zeszyty Uncanny X-Men (vol. 1) #122-124 (czerwiec-sierpień 1979)                                                                                    | 16.06.2021   |
| 118 | Kitty Pryde                              | Kitty Pryde i Wolverine (Kitty Pryde and Wolverine)                                                                  | Zeszyty Kitty Pryde and Wolverine #1-6 (listopad 1984-kwiecień 1985) | Boże, ocal to dziecię... (God Spare the Child...) | Zeszyty Uncanny X-Men (vol. 1) #129-131 (styczeń-marzec 1980)                                                                                       | 30.06.2021   |
| 119 | Ghost Rider (Robbie Reyes)               | Legenda (Legend!) | Zeszyty All-New Ghost Rider #6-11 (październik 2014-marzec 2014) | Motory zemsty (Engines of Vengeance: Part 1) | Zeszyty All-New Ghost Rider #1 (maj 2014) | 14.07.2021   |
| 120 | Nightcrawler                             | Diabeł wcielony (The Devil Inside)                                                                                   | Zeszyty Nightcrawler (vol. 3) #1-6 (listopad 2004-kwiecień 2005) | Narodziny (X-Men Origins: Nightcrawler) | Zeszyty X-Men Origins: Nightcrawler #1 (maj 2010)                                                                                                   | 28.07.2021   |
| 121 | Red Skull                                | Czerwona Strefa (Red Zone)                                                                                           | Zeszyty Avengers (vol. 3) #65-70 (maj-październik 2003) | Czy śmierć sobie pogrywa? (The Red Skull) Red Skull żyje! (The Red Skull Lives!) | Zeszyt Captain America Comics #7 (październik 1941) Pojedyncza historia z Tales of Suspense (vol. 1) #79 (czerwiec 1966)                            | 11.08.2021   |
| 122 | Doktor Doom                              | Księgi Dooma (Books of Doom)                                                                                         | Zeszyty Books of Doom (vol. 1) #1-6 (styczeń-lipiec 2006) | Więźniowie Doktora Dooma! (Prisoners of Doctor Doom!) | Zeszyty Fantastic Four (vol. 1) #5 (lipiec 1962) | 25.08.2021   |
| 123 | Magneto                                  | Magneto Rex | Zeszyty Magneto Rex #1-3 (maj-lipiec 1999) | Wojna Magneto (Magneto War) | Zeszyty X-Men (vol. 2) #85-87 (luty-kwiecień 1999), X-Men: The Magneto War #1 (marzec 1999), Uncanny X-Men (vol. 1) #366-367 (marzec-kwiecień 1999) | 8.09.2021    |
| 124 | MODOK                                    | Jedenastka Modoka (Modok's 11)                                                                                       | Zeszyty Super-Villain Team-Up Modok's 11 #1-5 (październik 2007 - styczeń 2008) | Szaleństwo w slumsach (Madness in the Slums!) Nadciąga Modok (If This Be... Modok!) | Zeszyt Captain America (vol. 1) #133 (styczeń 1971)Pojedyncza historia z Tales Of Suspense (vol. 1) #93-94 (maj-czerwiec 1967)                      | 22.09.2021   |
| 125 | Ultron                                   | Furia Ultrona (Rage of Ultron)                                                                                       | Avengers Rage of Ultron Graphic Novel (marzec 2015) | Chaos nad Manhattanem (Mayhem Over Manhattan!) | Zeszyty Avengers (vol. 1) #54-55 (lipiec-sierpień 1968)                                                                                             | 06.10.2021   |
| 126 | Thanos                                   | Thanos powstaje (Thanos Rising)                                                                                      | Zeszyty Thanos Rising #1-5 (czerwiec-październik 2013), | Strzeż się... Braci Krwi! (Beware the... Blood Brothers!) | Zeszyt Iron Man (vol. 1) #55 (luty 1973) | 20.10.2021   |
| 127 | Apocalypse                               | Nadejście Apocalypse'a (Rise of Apocalypse)                                                                          | Zeszyty Rise of Apocalypse #1-4 (październik 1996-styczeń 1997) | Czas Apocalypse'a! (Apocalypse Now!) | Zeszyty X-Factor (vol. 1) #5-6 (czerwiec-lipiec 1986)                                                                                               | 03.11.2021   |
| 128 | Venom                                    | Venom: Mroczne pochodzenie (Venom: Dark Origin)                                                                      | Zeszyty Venom: Dark Origin #1-5 (październik 2008-luty 2009) | Venom | Zeszyt The Amazing Spider-Man (vol. 1) #300 (maj 1988)                                                                                              | 17.11.2021   |

## Spider-Man
Spider-Man – trzecia kolekcja Hachette zbierająca komiksy Marvela. Tym razem głównym bohaterem opowieści w kolekcji jest jedna postać – Spider-Man.
10 kwietnia 2019 roku ruszył rzut testowy w Polsce.

### Lista tomów
| Tom | Tytuł              | Tytuł oryginału     | Zawartość | Data wydania |
| --- | ------------------ | ------------------- | --- | ------------ |
| 1   | Całkiem Nowy Dzień | Brand New Day       | Zeszyty The Amazing Spider-Man (vol. 1) #546-551 (luty-kwiecień 2008) oraz FCBD 2016: The Amazing Spider-Man (maj 2007) | 10.04.2019   |
| 2   | Zmysły             | Perceptions         | Zeszyty Spider-Man #6-12 (styczeń-czerwiec 1991)                                                                        | 24.04.2019   |
| 3   | Saga klonów        | Original Clone Saga | Zeszyty The Amazing Spider-Man (vol. 1) #129, 143-150 (luty 1974, kwiecień-listopad 1975)                               | 08.05.2019   |
| 4   | Zdziczenie         | Feral               | Zeszyty Sensational Spider-Man (vol. 1) #23-27 (styczeń-maj 1998)                                                       | 22.05.2019   |